# Adam Mickiewicz
Adam Bernard Mickiewicz (ur. 13 grudnia?/24 grudnia 1798 w Zaosiu lub Nowogródku, zm. 26 listopada 1855 w Stambule) – polski poeta, działacz polityczny, publicysta, tłumacz, filozof, działacz religijny, mistyk, organizator i dowódca wojskowy, nauczyciel akademicki.
Obok Juliusza Słowackiego i Zygmunta Krasińskiego uważany za największego poetę polskiego romantyzmu (zaliczany do grona tzw. trzech wieszczów) oraz literatury polskiej, a nawet za jednego z największych na skalę europejską. Określany też przez innych jako poeta przeobrażeń oraz bard słowiański.
Członek i założyciel Towarzystwa Filomatycznego, mesjanista związany z Kołem Sprawy Bożej Andrzeja Towiańskiego. Jeden z najwybitniejszych twórców dramatu romantycznego w Polsce, zarówno w ojczyźnie, jak i w zachodniej Europie porównywany do Byrona i Goethego. W okresie pobytu w Paryżu był wykładowcą w Collège de France. Autor ballad, powieści poetyckich, dramatu Dziady oraz epopei narodowej Pan Tadeusz uznawanej za ostatni wielki epos kultury szlacheckiej w Rzeczypospolitej Obojga Narodów. Narodowy poeta Polski, Litwy i Białorusi. Działacz niepodległościowy, organizator polskich oddziałów do walki z Rosją, bonapartysta.
Jego dzieła L’Église officielle et le messianisme (Kościół oficjalny i mesjanizm) oraz L’Église et le Messie (Kościół i Mesjasz) umieszczone zostały w Indeksie ksiąg zakazanych Kościoła katolickiego dekretami z 1848, zaś sam indeks został zniesiony po soborze watykańskim II.

## Życiorys

### Wywód genealogiczny
Wywód genealogiczny sporządzony na podstawie informacji zawartych w wydawnictwach: Mickiewicz. Encyklopedia (Warszawa, 2001) oraz Pamiętnik Literacki (Rocznik CXIII, z. 3, Warszawa, 2022).
|  |                                     |  |  |  |  |  |  |  |  | Jan Mickiewicz (?–?) |  |  |  |
|  |                                     |  |  |  |  |  |  |  |  |                      |  |  |  |
|  |                                     |  |  |  |  |  |  |  |  |                      |  |  |  |
|  |                                     |  |  |  |  |  |  |  |  |                      |  |  |  |
|  | Jakub Mickiewicz (?–1773)           |  |  |  |  |  |  |  |  |                      |  |  |  |
|  |                                     |  |  |  |  |  |  |  |  |                      |  |  |  |
|  |                                     |  |  |  |  |  |  |  |  |                      |  |  |  |
|  |                                     |  |  |  |  |  |  |  |  |                      |  |  |  |
|  | Marianna Leszczyłowska (?–?)        |  |  |  |  |  |  |  |  |                      |  |  |  |
|  |                                     |  |  |  |  |  |  |  |  |                      |  |  |  |
|  |                                     |  |  |  |  |  |  |  |  |                      |  |  |  |
|  |                                     |  |  |  |  |  |  |  |  |                      |  |  |  |
|  | Mikołaj Mickiewicz (1765–1812)      |  |  |  |  |  |  |  |  |                      |  |  |  |
|  |                                     |  |  |  |  |  |  |  |  |                      |  |  |  |
|  |                                     |  |  |  |  |  |  |  |  |                      |  |  |  |
|  |                                     |  |  |  |  |  |  |  |  |                      |  |  |  |
|  |                                     |  |  |  |  |  |  |  |  |                      |  |  |  |
|  |                                     |  |  |  |  |  |  |  |  |                      |  |  |  |
|  |                                     |  |  |  |  |  |  |  |  |                      |  |  |  |
|  |                                     |  |  |  |  |  |  |  |  |                      |  |  |  |
|  | Teodora Pękalska (?–przed 1773)     |  |  |  |  |  |  |  |  |                      |  |  |  |
|  |                                     |  |  |  |  |  |  |  |  |                      |  |  |  |
|  |                                     |  |  |  |  |  |  |  |  |                      |  |  |  |
|  |                                     |  |  |  |  |  |  |  |  |                      |  |  |  |
|  |                                     |  |  |  |  |  |  |  |  |                      |  |  |  |
|  |                                     |  |  |  |  |  |  |  |  |                      |  |  |  |
|  |                                     |  |  |  |  |  |  |  |  |                      |  |  |  |
|  |                                     |  |  |  |  |  |  |  |  |                      |  |  |  |
|  | Adam Mickiewicz (1798–1855)         |  |  |  |  |  |  |  |  |                      |  |  |  |
|  |                                     |  |  |  |  |  |  |  |  |                      |  |  |  |
|  |                                     |  |  |  |  |  |  |  |  |                      |  |  |  |
|  |                                     |  |  |  |  |  |  |  |  |                      |  |  |  |
|  | Michał Majewski (?–?)               |  |  |  |  |  |  |  |  |                      |  |  |  |
|  |                                     |  |  |  |  |  |  |  |  |                      |  |  |  |
|  |                                     |  |  |  |  |  |  |  |  |                      |  |  |  |
|  |                                     |  |  |  |  |  |  |  |  |                      |  |  |  |
|  | Mateusz Majewski (?–?)              |  |  |  |  |  |  |  |  |                      |  |  |  |
|  |                                     |  |  |  |  |  |  |  |  |                      |  |  |  |
|  |                                     |  |  |  |  |  |  |  |  |                      |  |  |  |
|  |                                     |  |  |  |  |  |  |  |  |                      |  |  |  |
|  | Barbara Topolska vel Tupalska (?–?) |  |  |  |  |  |  |  |  |                      |  |  |  |
|  |                                     |  |  |  |  |  |  |  |  |                      |  |  |  |
|  |                                     |  |  |  |  |  |  |  |  |                      |  |  |  |
|  |                                     |  |  |  |  |  |  |  |  |                      |  |  |  |
|  | Barbara Majewska (1768–1820)        |  |  |  |  |  |  |  |  |                      |  |  |  |
|  |                                     |  |  |  |  |  |  |  |  |                      |  |  |  |
|  |                                     |  |  |  |  |  |  |  |  |                      |  |  |  |
|  |                                     |  |  |  |  |  |  |  |  |                      |  |  |  |
|  | Antoni Orzeszko (?–1765)            |  |  |  |  |  |  |  |  |                      |  |  |  |
|  |                                     |  |  |  |  |  |  |  |  |                      |  |  |  |
|  |                                     |  |  |  |  |  |  |  |  |                      |  |  |  |
|  |                                     |  |  |  |  |  |  |  |  |                      |  |  |  |
|  | Anna Orzeszko (ok. 1738–1798)       |  |  |  |  |  |  |  |  |                      |  |  |  |
|  |                                     |  |  |  |  |  |  |  |  |                      |  |  |  |
|  |                                     |  |  |  |  |  |  |  |  |                      |  |  |  |
|  |                                     |  |  |  |  |  |  |  |  |                      |  |  |  |
|  | Róża Kozieł (?–?)                   |  |  |  |  |  |  |  |  |                      |  |  |  |
|  |                                     |  |  |  |  |  |  |  |  |                      |  |  |  |
|  |                                     |  |  |  |  |  |  |  |  |                      |  |  |  |

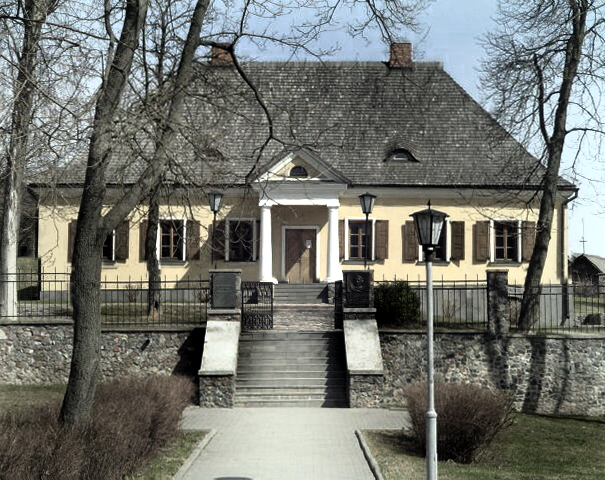
Muzeum Adama Mickiewicza w Nowogródku

Adam Mickiewicz urodził się 24 grudnia 1798. Został ochrzczony 12 lutego 1799 w kościele Przemienienia Pańskiego w Nowogródku. Był synem Mikołaja Mickiewicza herbu Poraj, adwokata sądowego w Nowogródku i komornika mińskiego, oraz Barbary z Majewskich, córki ekonoma z pobliskiego Czombrowa. Miał czterech braci rodzonych: starszego Franciszka i trzech młodszych Aleksandra, Jerzego oraz Antoniego, który zmarł w wieku 5 lat.
W latach 1807–1815 uczęszczał do dominikańskiej szkoły powiatowej w Nowogródku. Był przeciętnym uczniem, choć aktywnie uczestniczył w grach, przedstawieniach teatralnych itp. W 1812 miały miejsce dwa ważne wydarzenia w jego życiu: ciężko rozchorował się i w połowie maja umarł jego ojciec, a latem przez Nowogródek przeszły wojska napoleońskie (oddziały pod dowództwem cesarskiego brata i króla Westfalii Hieronima oraz korpus księcia Józefa Poniatowskiego) maszerujące na Rosję. W domu Mickiewiczów prawdopodobnie zatrzymał się szef poczty polowej. Kilka miesięcy później ta sama Wielka Armia, pokonana przez Rosjan, zatrzymała się również w Nowogródku.
W 1815 Mickiewicz wyjechał do Wilna w celu podjęcia studiów. Studiował nauki humanistyczne na Cesarskim Uniwersytecie Wileńskim – czołowej uczelni dla ziem Rzeczypospolitej zajętych przez Imperium Rosyjskie. Studia podjął na Wydziale Nauk Fizycznych i Matematycznych, uczęszczając jednocześnie na wykłady Wydziału Nauk Moralnych i Politycznych oraz Literatury i Sztuk Wyzwolonych. Trudna sytuacja materialna rodziny po śmierci ojca skłoniła go do podjęcia nauki w uniwersyteckim Seminarium Nauczycielskim, co gwarantowało później zatrudnienie w szkołach carskich. Studia ukończył w 1819 ze stopniem magistra.

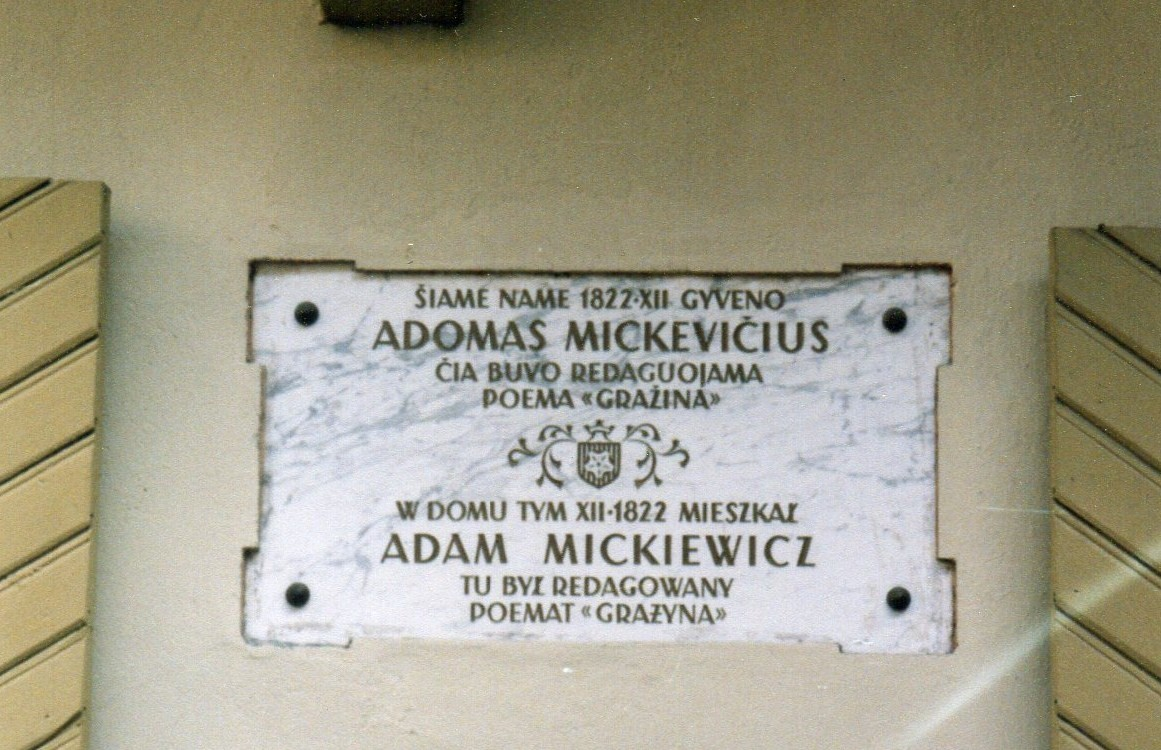
Tablica upamiętniająca miejsce zamieszkania Mickiewicza w Wilnie w 1822

Jeszcze w czasie studiów, w 1817, wraz z Tomaszem Zanem i grupą przyjaciół założył Towarzystwo Filomatyczne, które z czasem przekształciło się w spiskową organizację narodowo-patriotyczną. Towarzystwo Filomatyczne, założone w 1822 Zgromadzenie Filaretów oraz Promieniści służyły organicznej pracy edukacyjno-patriotycznej polskiej młodzieży wileńskiej tamtego okresu. Organizacje te w 1822 roku liczyły już ponad 200 członków. Ich aktywność, cele i coraz wyraźniejsze proniepodległościowe aspiracje nie uszły czujnej uwadze carskich służb policyjnych.
Okres końca lat 20. XIX wieku był też świadkiem niespełnionej wielkiej młodzieńczej miłości Mickiewicza do Maryli Wereszczakówny z Tuhanowicz w powiecie nowogródzkim. Młoda Maryla pochodziła z zamożnej i wpływowej szlachty litewskiej, zaś młody Adam ze szlachty zaściankowej. Mimo ich wzajemnego uczucia i przyjacielskich stosunków Mickiewicza z rodziną Maryli, rodzice wymogli na niej wypełnienie wcześniej zawartych zaręczyn z hr. Puttkamerem. Ślady tej niespełnionej miłości znaleźć można w znanych wierszach Mickiewicza: Do M... („Precz z moich oczu...”) i Do przyjaciół, posyłając im balladę „To lubię” („Ja na dobranoc żegnając Marylę, taką straszyłem balladą” w jednej z dwu wersji ostatniej zwrotki).

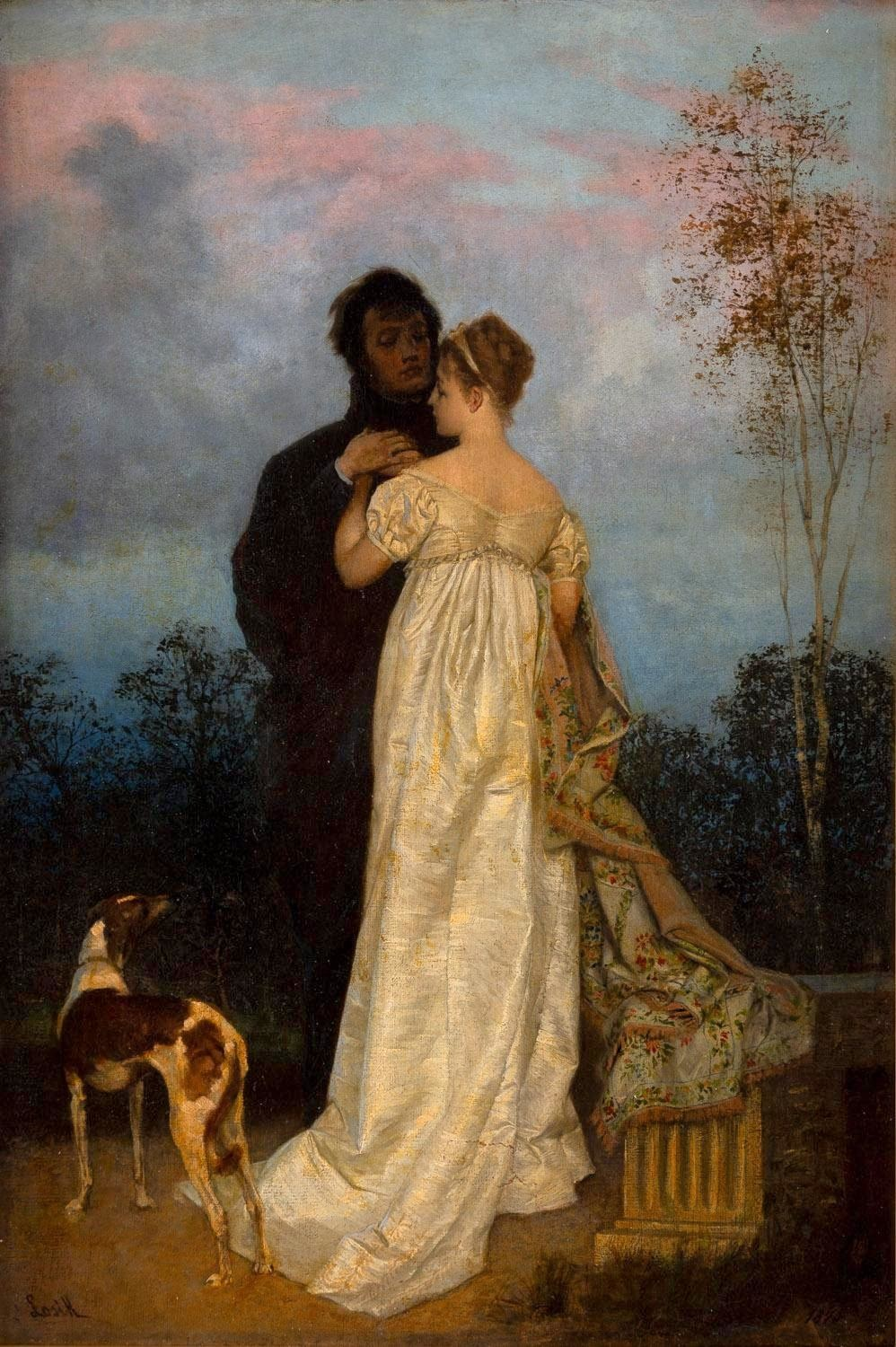
Pożegnanie Adama Mickiewicza z Marylą Wereszczakówną, obraz Tomasza Łosika z 1876 roku

### Więzienie, zesłanie i emigracja

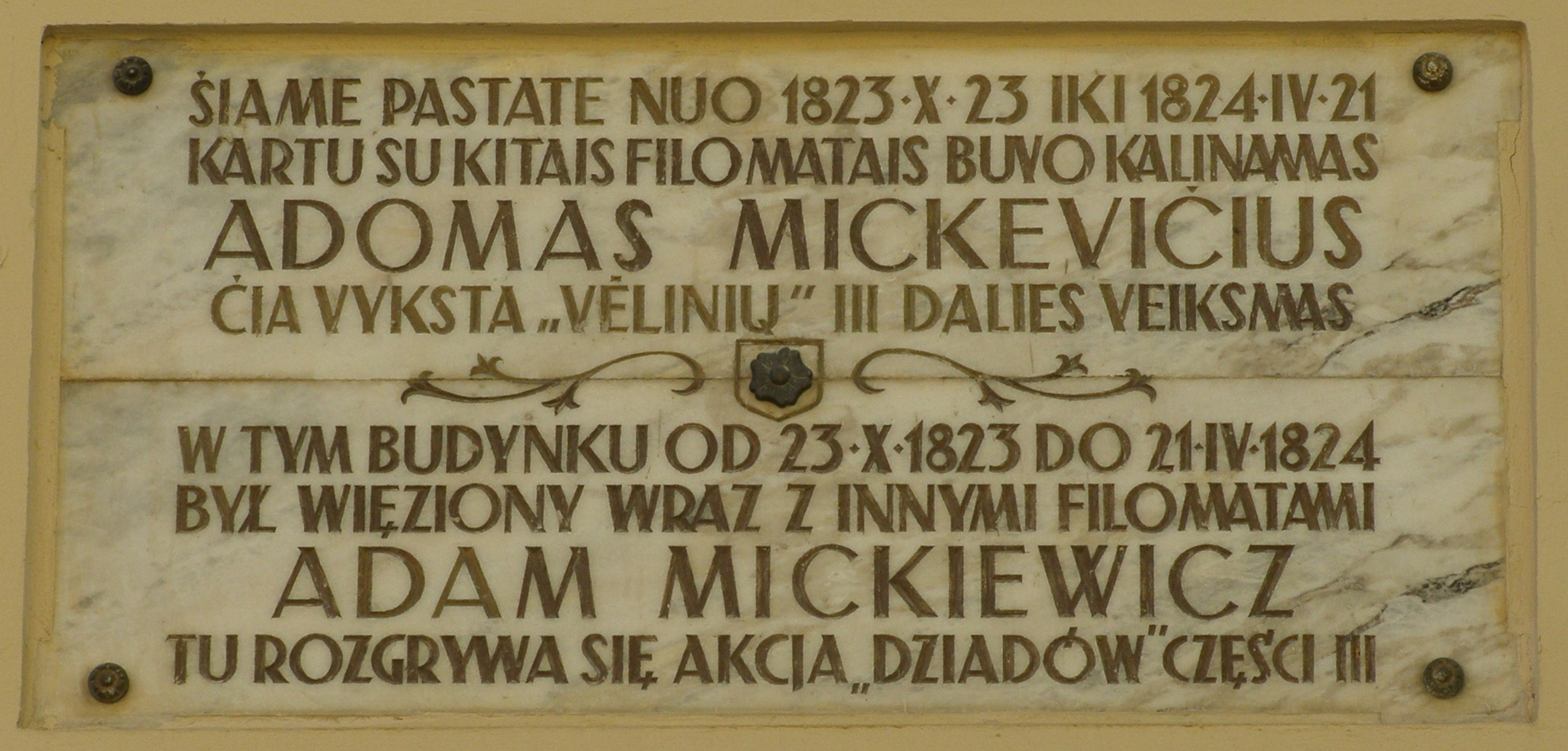
Tablica upamiętniająca miejsce więzienia Mickiewicza w Wilnie przez zaborcę w latach 1823–1824

W 1819 Mickiewicz rozpoczął pracę jako nauczyciel w gimnazjum w Kownie, gdzie mieszkał do 1823, początkowo w domu dyrektora szkoły Stanisława Kostki Dobrowolskiego, w folwarku Kartofliszki, a następnie na kwaterze w budynku szkoły; w gimnazjum uczył literatury, historii i prawa. Napisał wówczas rozprawę, za którą w 1822 otrzymał tytuł magistra filozofii. Często chodził na spacery do doliny na Zielonej Górze, którą później nazwano Doliną Mickiewicza. Wówczas też został zainicjowany w stopniu czeladnika do masonerii. W 1823 został aresztowany i uwięziony w klasztorze bazylianów w Wilnie (od jesieni 1823 do marca 1824), a następnie skazany za udział w tajnych młodzieżowych organizacjach na zesłanie w głąb Rosji na posadę nauczyciela z prawem wyboru miejsca pobytu. W latach 1824–1827 przebywał w Petersburgu, Odessie, Moskwie oraz na Krymie. W Moskwie został przypisany jako urzędnik generał-gubernatora Dmitrija Golicyna. Nauczał polskiego u kilku moskiewskich rodzin, wśród jego uczniów była poetka Karolina Jaenisch, której talent docenił polski poeta. Para zaręczyła się w 1827 (Mickiewicz zerwał zaręczyny w 1829, oferując w zamian „wieczną przyjaźń”). Mickiewicz utrzymywał kontakty z poetami rosyjskimi: Aleksandrem Puszkinem, Aleksiejem Chomiakowem oraz Wasilijem Żukowskim. W Rosji zetknął się ze środowiskiem przyszłych dekabrystów, poznał Bestużewa i Rylejewa. Zmuszony przez rosyjską cenzurę do poczynienia pewnych skreśleń w Konradzie Wallenrodzie, w przedmowie do drugiego wydania nazwał cara Mikołaja I Ojcem tylu ludów.

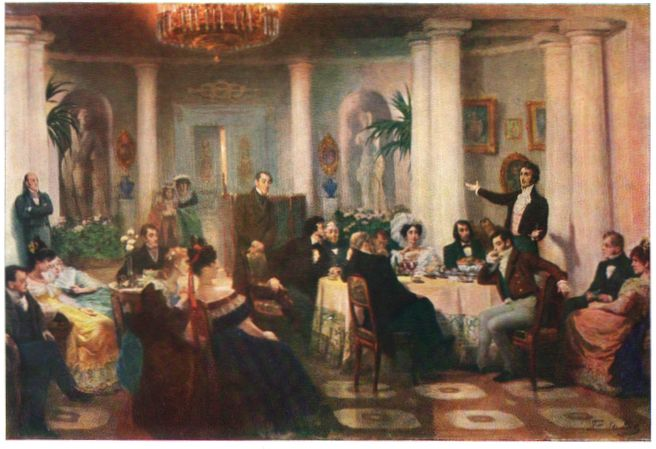
Mickiewicz improwizuje po francusku w moskiewskim salonie księżnej Zinaidy Wołkońskiej, na obrazie Grigorija Miasojedowa

Cały okres patriotycznej młodości wileńsko-kowieńskiej i zesłania w głąb Rosji zaowocował później, napisanymi podczas pobytu w Dreźnie, Dziadami cz. III. Szczególnie końcowy Ustęp Dziadów części III (Do przyjaciół Moskali) miał charakter osobisty. Mickiewicz zwrócił się w nim bezpośrednio do poznanych w Rosji dekabrystów oraz przypuszczalnie Aleksandra Puszkina.
Następnie Mickiewicz podróżował po Europie – początkowo w 1829 roku udał się do Niemiec (między 24 a 31 sierpnia widywał się codziennie z Goethem), Szwajcarii, potem do Włoch i ponownie do Szwajcarii. W grudniu 1830, będąc w Rzymie dowiedział się o wybuchu powstania listopadowego. Rzym opuścił 19 kwietnia 1831 w towarzystwie swoich rosyjskich przyjaciół, przez Genuę i Genewę dotarł w maju do Paryża. Z Paryża udał się do Drezna, gdzie przebywał w sierpniu 1831. Gościł tam m.in. u Karola i Klementy Hoffmanów, gdzie ich dom stał się ośrodkiem inteligencji polskiej. W drugiej połowie 1831 przyjechał do Wielkopolski z najprawdopodobniej pozorowanym zamiarem przekroczenia granicy i udania się do ogarniętego powstaniem Królestwa Polskiego. Ostatecznie Konstancja Łubieńska, z którą się zaprzyjaźnił, wywiozła go do Drezna, gdzie pozostał do 1832.

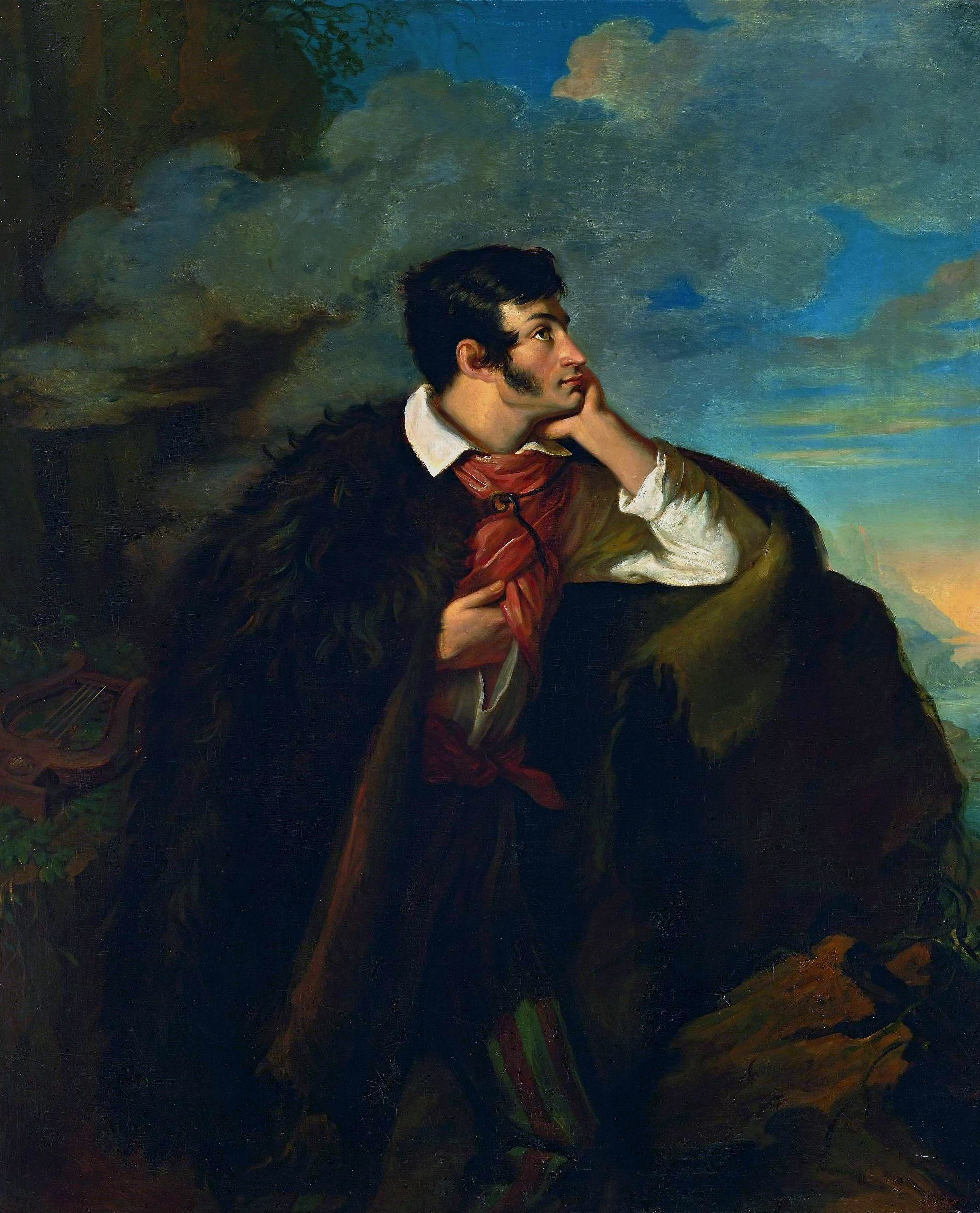
Walenty Wańkowicz, Portret Adama Mickiewicza na Judahu skale, 1827–1828

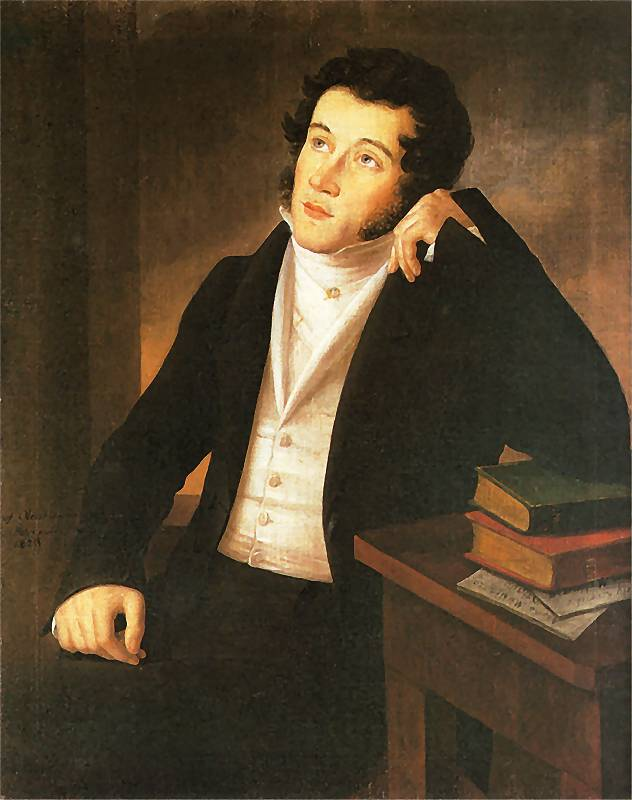
Portret Adama Mickiewicza autorstwa Józefa Oleszkiewicza (1828)

### Pobyt w Paryżu

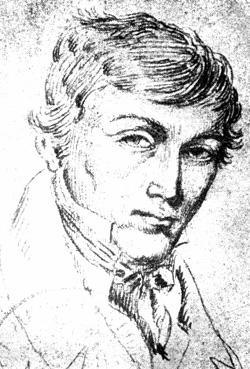
Portret Mickiewicza autorstwa Joachima Lelewela

Z Drezna udał się do Paryża, gdzie osiadł na stałe i spędził ponad 20 lat. Był członkiem Towarzystwa Litewskiego i Ziem Ruskich w Paryżu w 1832. W 1834 ożenił się z Celiną Szymanowską, z którą miał sześcioro dzieci – córki Marię i Helenę oraz czterech synów: Władysława (1838–1926), Józefa (1850–1938, urzędnika Assistance Publique w Paryżu), Aleksandra i Jana. Prawnukiem Adama Mickiewicza był dziennikarz francuski, Jerzy Górecki. Z powodu choroby psychicznej żony Mickiewicz miewał myśli samobójcze, a w grudniu 1838 problemy małżeńskie skłoniły go do próby samobójczej. W trakcie trwania małżeństwa zdradzał żonę ze śpiewaczką Anną Ksawerą Deybel. 

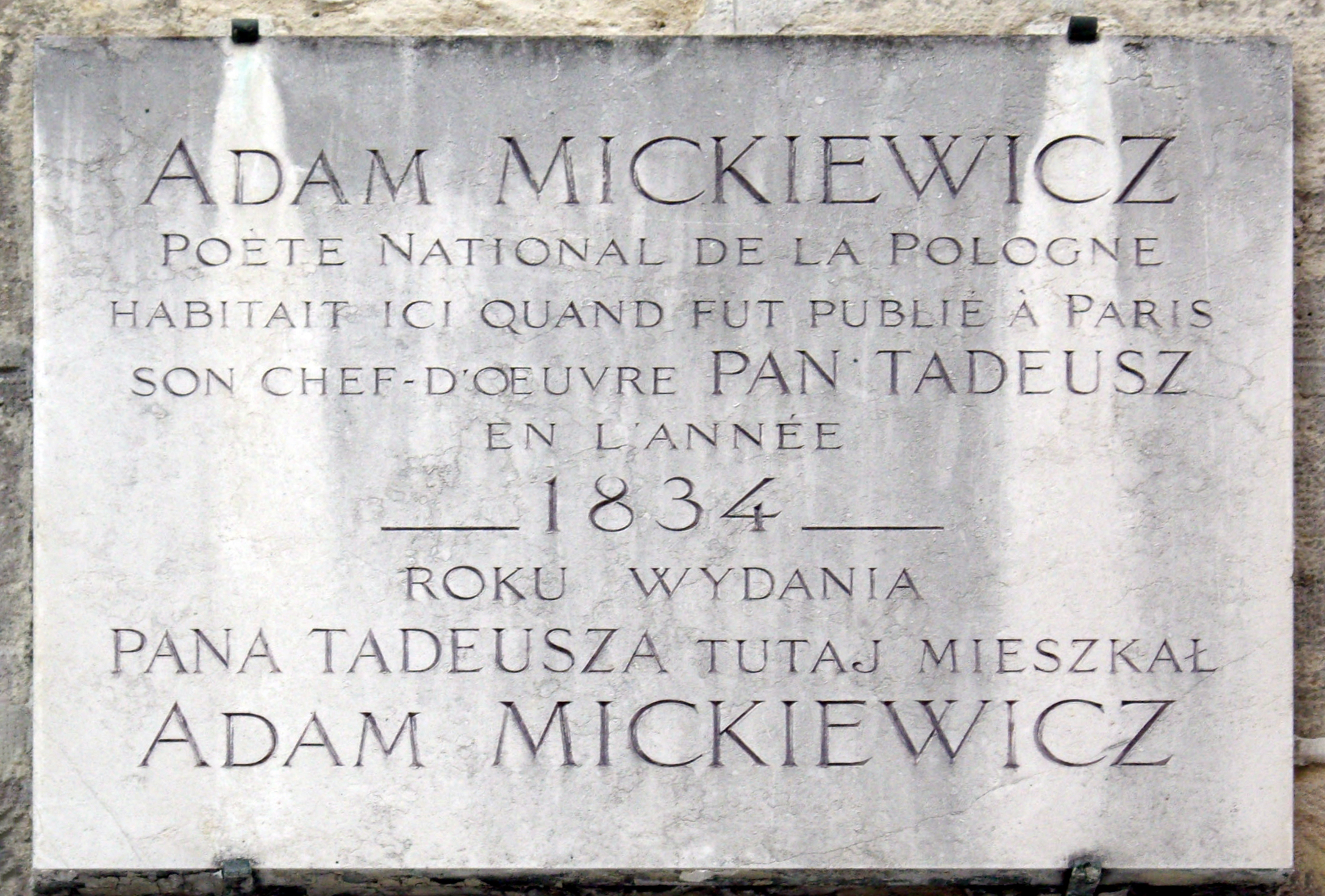
Tablica upamiętniająca miejsce zamieszkania Mickiewicza w Paryżu w 1834

W Paryżu nawiązał współpracę z działaczami emigracyjnymi, pisał artykuły i pisma publicystyczne. W latach 1839–1840 był profesorem literatury łacińskiej w szwajcarskiej Lozannie, a w 1840 objął katedrę języków słowiańskich w Collège de France, gdzie wygłaszał tzw. prelekcje paryskie. Na wykłady Mickiewicza uczęszczali twórcy, działacze i myśliciele, w tym George Sand. W latach 1841–1844 był prezesem Wydziału Historycznego Towarzystwa Literackiego w Paryżu. Ze względu na pozycję społeczną i aktywność w polskich środowiskach patriotycznych Adama Mickiewicza uznaje się za czołowego reprezentanta tzw. Wielkiej Emigracji.
W Paryżu zaprzyjaźnił się z fotografem Michałem Szweycerem. W 1841 związał się z reprezentantem nurtu polskiego mesjanizmu – Andrzejem Towiańskim i został jego głównym propagatorem oraz przywódcą założonego przez Towiańskiego Koła Sprawy Bożej. W 1844 władze francuskie zawiesiły Mickiewicza w czynnościach profesora z powodu politycznej wymowy wykładów (wychwalanie Napoleona) oraz propagowania towianizmu. W swoich wykładach głosił poglądy jawnie antykatolickie (Wykład IV) – krytykował Kościół katolicki za sprzeniewierzenie się zasadom chrześcijaństwa. Mimo to, regularnie uczestniczył w mszach katolickich. W jego przemowach pobrzmiewały też wątki prorosyjskie. W 1847 Mickiewicz zerwał stosunki z Towiańskim.
W czasie Wiosny Ludów (1848) utworzył we Włoszech Legion Polski. Po powrocie do Paryża został współzałożycielem i redaktorem pisma „Trybuna Ludów” („La Tribune des Peuples”). Na skutek interwencji ambasady rosyjskiej w Paryżu, pismo zamknięto za głoszenie radykalnych poglądów społecznych. Utworzenie II. Cesarstwa Francuskiego prawdopodobnie rozpaliło nadzieje Mickiewicza na konflikt z autokratyczno-despotyczną Rosją i ponowne zainteresowanie się Europy sprawą Polski. Jego ostatni utwór jest napisaną po łacinie odą na cześć Napoleona III, opublikowaną w Paryżu w 1854 pt. Ad Napoleonem III Caesarem Augustum. Ode in Bomersurdum captum, i przetłumaczoną potem na język polski, i wydaną pt. Do Napoleona III. Oda na zdobycie Bomarsundu.
W 1851 został poddany nadzorowi policyjnemu. Od 1852 do 1855 pracował w Bibliotece Arsenału.

### Ostatnie lata życia

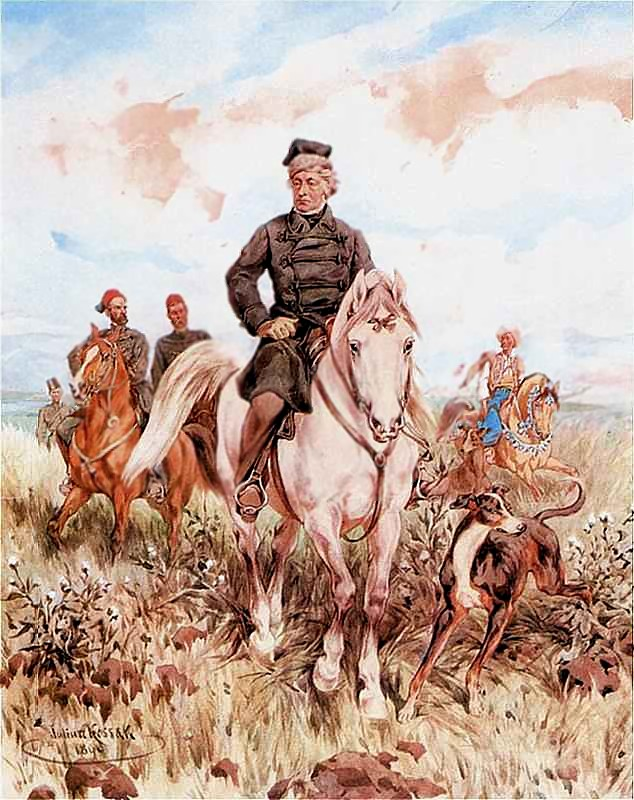
Adam Mickiewicz z Sadykiem Paszą w Turcji, akwarela Juliusza Kossaka

We wrześniu 1855 – podczas wojny krymskiej, po śmierci żony i pozostawieniu nieletnich dzieci – wyjechał do Konstantynopola, aby tworzyć oddziały polskie (Legion Polski), a także oddział złożony z Żydów, pod nazwą Legion Żydowski, do walki z carską Rosją. Podróżował przez Marsylię, skąd drogą morską udał się do portu w Stambule. Zamieszkiwał w domu wdowy po kapitanie wojsk tureckich, gdzie zmarł. Nagły zgon nastąpił podczas epidemii cholery (prawdopodobnie na tę chorobę, choć pojawiły się też sugestie, że mógł zostać otruty arszenikiem lub doznać udaru mózgu). Nie tylko niejasna przyczyna śmierci wywoływała kontrowersje. Powodem „potępieńczych swarów” nad trumną poety stało się jego miejsce spoczynku – tymczasowe, ponieważ zakładano, że ostatecznie jego ciało spocznie w ojczyźnie. Proponowano konstantynopolski kościół św. Benedykta lub grób w tworzonej właśnie osadzie polskiej, nazwanej później Adampolem, książę Czartoryski przesądził jednak o pochówku we Francji. Zabalsamowane zwłoki umieszczono w trzech trumnach: cynkowej i dwóch drewnianych. Zanim jednak wyprawiono je w drogę do Francji, minął ponad miesiąc. Dnia 30 grudnia 1855 ciało Mickiewicza wyruszyło z Konstantynopola na pokładzie francuskiego parowca Eufrat. Do Marsylii przybyło 7 stycznia 1856 Następnie zostało przewiezione do Paryża i pochowane na cmentarzu Les Champeaux w Montmorency, 4 lipca 1890 przeniesione na Wawel, co dało sposobność do manifestacji patriotycznej.

## Twórczość

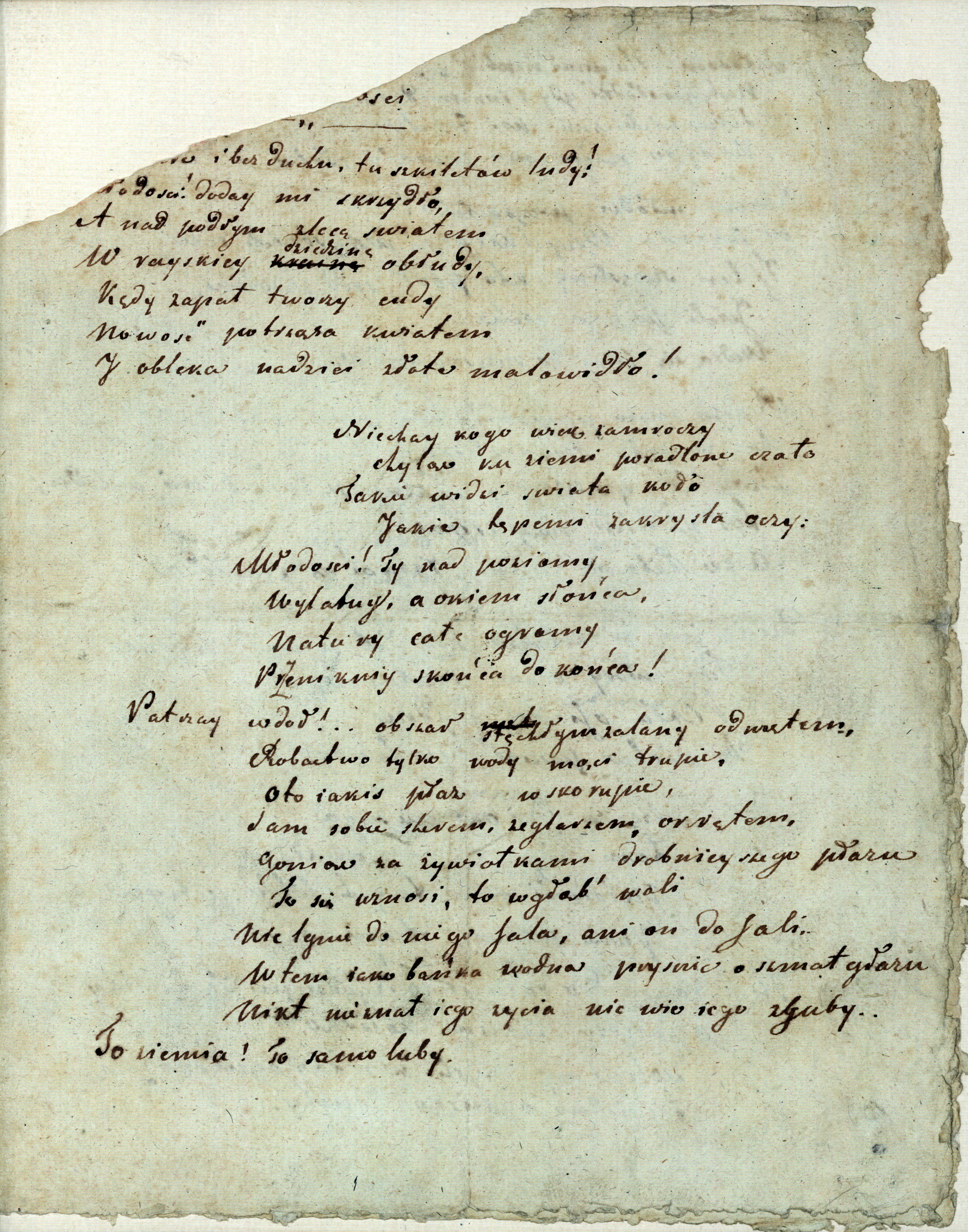
Oda do młodości – rękopis z 1820

Adam Mickiewicz debiutował w 1818 wierszem „Zima miejska” na łamach „Tygodnika Wileńskiego”. Najwcześniejszy okres twórczości Mickiewicza, trwający od debiutu do 1824, określa się mianem okresu wileńsko-kowieńskiego. Pozostawał on wówczas pod wpływem Woltera, którego tłumaczył na język polski; młody poeta głosił sceptycyzm poznawczy, zakłamanie historii i wolę racjonalnego poznania. Wynika z tego, że osobowość i światopogląd młodego Mickiewicza, podobnie zresztą jak młodego Juliusza Słowackiego, dorastały w uwielbieniu literatury klasycznej. Prócz tego znaczna większość jego twórczości z lat 1818–1821 była w gruncie rzeczy poetyckim manifestem wciąż na nowo określanego Towarzystwa Filomatycznego.
W 1820 napisał wiersz Oda do młodości, utwór przynależący jeszcze do poetyki postklasycyzmu, ale wyłamujący się z ideałów oświecenia (pierwodruk w antologii poetów współczesnych Polyhymnia, wydanej we Lwowie w 1827). Oda nawoływała do czynnej walki, wyrażała wiarę w moc rewolucyjnego przekształcania rzeczywistości, siłę młodości i zbiorowości. Dzięki temu w XIX wieku bywała często śpiewana podczas powstań narodowych. Przetłumaczona została na prawie wszystkie języki europejskie, wywołując w swoim czasie sporo kontrowersji, np. we Francji. Podobnie ideały ojczyzny, nauki, cnoty, męstwa, pracy i zgody głosiła napisana w rok wcześniej oda klasyczna Hej, radością oczy błysną. Pod koniec roku 1820 drukiem ukazał się kolejny ze znanych wierszy wczesnego Mickiewicza: Pieśń filaretów, którego treść odnosiła się z rewolucyjnym przesłaniem do wszystkich kręgów filareckich (filologów, historyków, chemików, matematyków). Początek utworu był naśladownictwem burszowskiej pieśni niemieckiej:
Hej, użyjmy żywota!
Wszak żyjem tylko raz;
Niechaj ta czara złota
Nie próżno wabi nas.
A. Mickiewicz, Pieśń Filaretów
Wszystkie trzy pieśni szczególny nacisk kładą na ideał wspólnoty, zwłaszcza w sensie duchowym, oraz gwałtowny aktywizm społeczny. Klasyczna harmonia w szczególny sposób łączy się tutaj z dynamizmem życia, co sygnalizuje przynależność utworów do czasów pośredniczących między dwoma epokami.

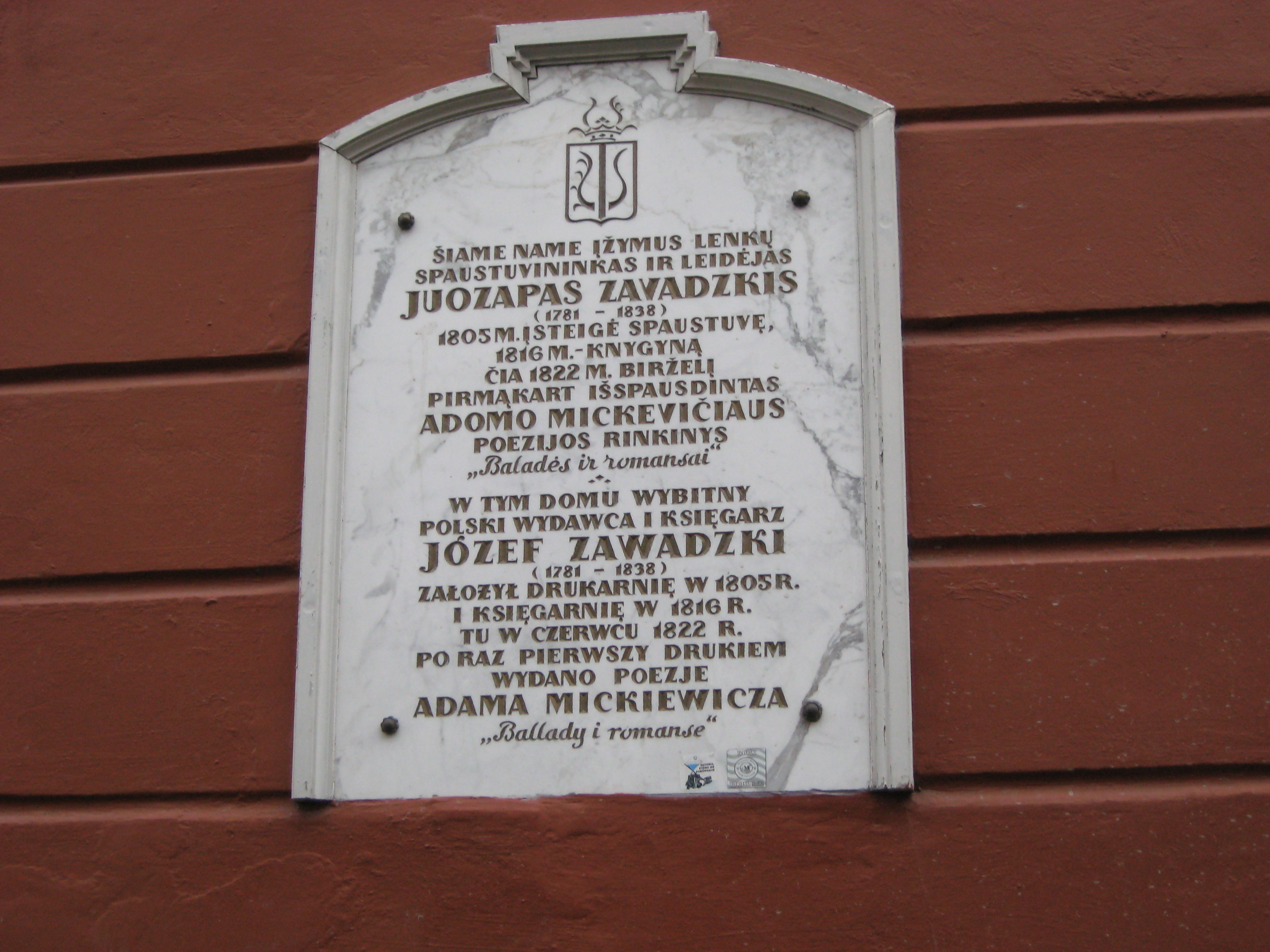
Tablica upamiętniająca miejsce pierwszego wydania Ballad i romansów w drukarni Józefa Zawadzkiego w Wilnie

W 1822 powstał zbiór Ballad i romansów, uważany powszechnie nie tylko za właściwy debiut Mickiewicza, ale również za dzieło oficjalnie rozpoczynające epokę romantyzmu w Polsce. Sporo kontrowersji wywołała w swoim czasie ballada otwierająca cykl, Romantyczność, zwłaszcza śmiałym przełożeniem ludowości nad postęp cywilizacyjny, kreacją nowego typu wzoru moralnego (młoda wiejska dziewczyna zdradzająca skrajną nierównowagę emocjonalną) oraz dość jednostronnie odczytywaną krytyką ówczesnego autorytetu naukowego, profesora samego poety, Jana Śniadeckiego. Był to świadomy i bezpośredni wkład Mickiewicza w polemikę między Kazimierzem Brodzińskim, prekursorem romantyzmu w literaturze polskiej, a Śniadeckim. Zamysł fabularny Romantyczności znalazł w późniejszym czasie rozwinięcie w postaci epizodu z życia Gustawa w IV części Dziadów.
Ballady i romanse, oprócz ballad (poważnych i ironicznych), zawierały również przypowiastki sentymentalne. Utwory zbioru cechowały: typowo romantyczny zwrot w stronę folkizmu i niesamowitości, mocno zaakcentowane moralne przesłanie oraz przekonanie o transcendentnych, metafizycznych powiązaniach między dobrem a złem – zbrodnią i karą.
Dalsze wiersze z okresu kowieńsko-wileńskiego z lat 1822–1824 są w dużej mierze swobodnymi przeróbkami utworów Lorda Byrona, Jeana Paula oraz Jeana de La Fontaine’a. Wśród nich znalazł się jednak jeszcze jeden szeroko omawiany wiersz poety – Do Joachima Lelewela. W napisanym w 1822 poemacie poświęconym znanemu wówczas działaczowi politycznemu, Joachimowi Lelewelowi, Mickiewicz starał się trzeźwo ocenić dziedzictwo rewolucji francuskiej oraz rolę rewolucji w ogóle, jako faktu społecznego mającego wpływ na przebieg dziejów. Inną próbą podważenia despotyzmu był poemat heroikomiczny Kartofla.

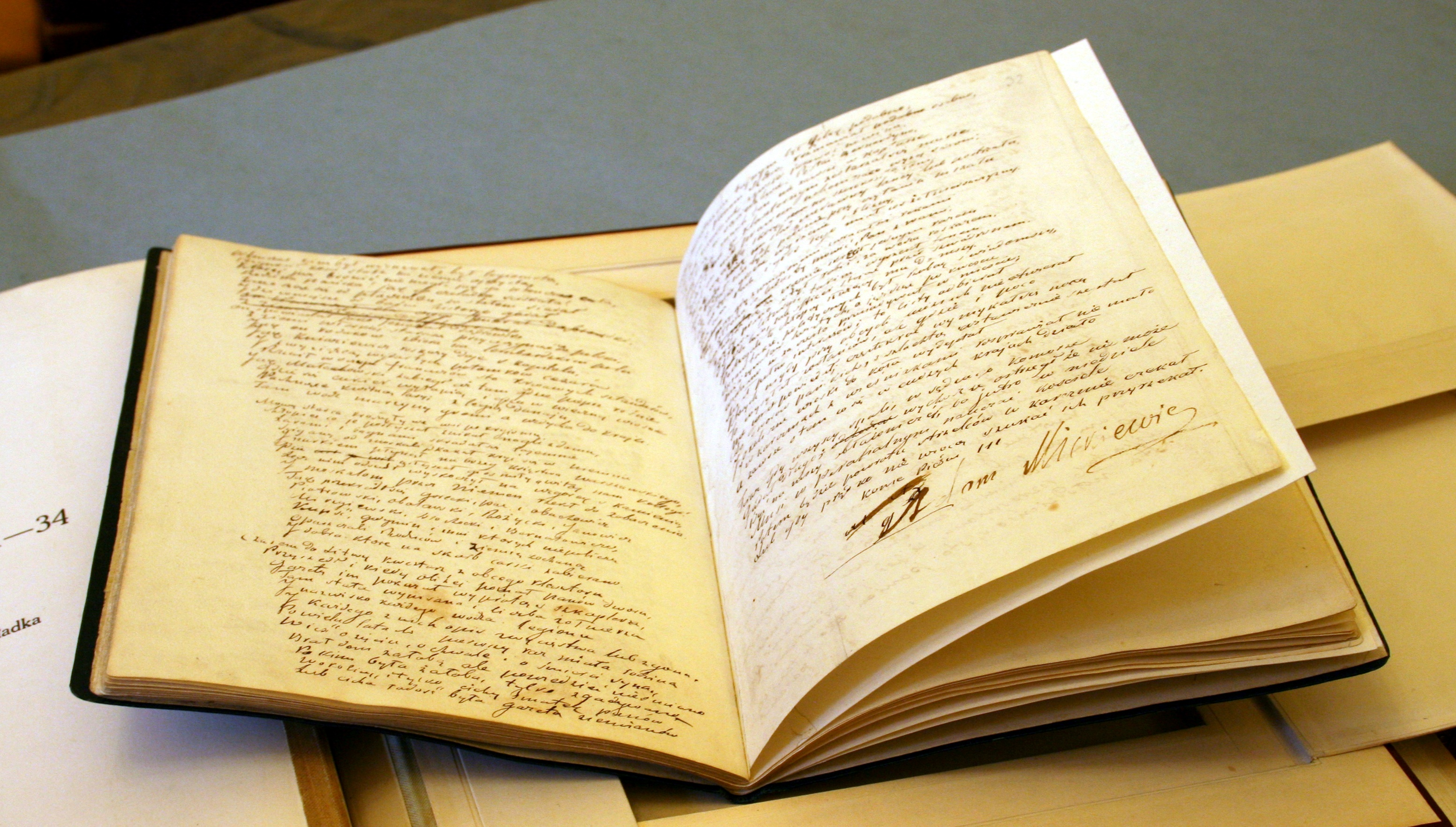
Rękopis Pana Tadeusza w zbiorach Ossolineum we Wrocławiu

W 1834 wydał w Paryżu ostatnie wielkie dzieło swego życia – Pana Tadeusza. Ten poemat epicki składa się z 12 ksiąg. Po śmierci autora wydano jego bolesny epilog do poematu. Malarz i ilustrator epoki romantyzmu, Michał Elwiro Andriolli był autorem ilustracji do Pana Tadeusza i Konrada Wallenroda.

### Koncepcjadramatu słowiańskiego
4 kwietnia 1843 na Collège de France, w ramach tzw. prelekcji paryskich, Adam Mickiewicz wygłosił Lekcję XVI, określaną jako ostatnia teoria dramatu romantycznego w literaturze europejskiej. Wykład dotyczył konkretnie analizy Nie-Boskiej komedii Zygmunta Krasińskiego, która pozwoliła na wyciągnięcie szerszych niż literackie, bo również historiozoficznych wniosków. Całość składała się na koncepcję tzw. dramatu słowiańskiego. Mickiewicz za Percym Bysshe Shelleyem, Samuelem Taylorem Coleridgem, Johannem Gottfriedem Herderem, Gottholdem Ephraimem Lessingiem, Jakobem Michaelem Reinholdem Lenzem oraz Johannem Heinrichem Merckiem głosił, iż odnowa współczesnego teatru nastąpić powinna poprzez zaakcentowanie jego pierwiastków narodowych.

### Związek Mickiewicza z polskim romantyzmem i klasycyzmem
Powszechnie zwykło się uznawać Adama Mickiewicza za prawodawcę polskiego romantyzmu, szczegółowa analiza jego dzieł i postawy artystycznej (podobne jak u Goethego, Hugo czy Byrona) wykazuje jednak pośrednictwo wieszcza między oświeceniowym klasycyzmem a romantyzmem. Alina Witkowska zauważa, że pomimo powszechnego przekonania podsyconego kontrowersyjną Romantycznością, Mickiewicz nie tylko nie negował dziedzictwa oświecenia, ale nawet wybierał z niego najcenniejsze zdobycze, jak np. kunsztowność formy czy wolteriański racjonalizm. Adam Czerniawski zwraca z kolei uwagę na mimetyczność utworów poety. W Światach umownych pisze:

Mickiewicz urodził się za późno, że niewiele ma wspólnego ze Słowackim, Malczewskim, Byronem czy Keatsem, że natomiast bliższy jest estetyce Krasickiego, Pope’a, Racine’a. W takim świetle program ścisłego obiektywizmu przestaje być zaskakujący.

Dodatkowym dowodem na klasyczną mimetyczność czy wręcz realizm utworów Mickiewicza mają być w opinii Czerniawskiego programowe cytaty; „widzę i opisuję” z Pana Tadeusza, „i wszystko wiernie odbijam” z Liryków lozańskich, czy „sceny historyczne i charaktery osób działających skreślił sumiennie, nic nie dodając i nigdzie nie przesadzając” z III cz. Dziadów. Wierność realiom u Mickiewicza (przeciwstawiona romantycznemu uwielbieniu niesamowitości i fantastyki) wynikała jednak z poczucia narodowego obowiązku, co zauważa Marian Ursel porównując twórczość autora Dziadów ze wczesną twórczością Słowackiego.
Do podobnych wniosków dochodziła również europejska krytyka literacka:

Uczucia miłości czy przerażenia bliskie naturze zachowują swoje nieokreślone piętno; mówiący językiem gminu poeta pozostawia również polom, jeziorom, lasom ich subtelną mowę: nie zamienia ich w bogów i boginie, nie opisuje z infantylnym i małostkowym naśladownictwem, mówi o tym, co widzi, kiedy harmonia lub kontrast kierują go na przedmioty zewnętrzne; a uczucie, jakie rodzi się mimochodem z jego słów jest poezją, owym odblaskiem, jaki oko człowieka rzuca na przyrodę.

Bliskość Mickiewicza poetyce klasycyzmu widoczna jest również w jego zamiłowaniu do pisania bajek w duchu La Fontaine’a i Ignacego Krasickiego, tworzonych zwłaszcza w latach 1832–1834. Z drugiej jednak strony, jak zauważają badacze literatury, romantyzm polski jest mickiewiczowski, ponieważ niemal wszystko powstawało za przykładem Mickiewicza, przeciw Mickiewiczowi, wobec Mickiewicza.

### Okres towiańszczyzny
Wielu badaczy twórczości Mickiewicza zwróciło uwagę na fakt, że genialny talent poetycki autora Romantyczności przygasł bardzo w drugim okresie paryskim. Wiązało się to z zaangażowaniem się Mickiewicza w aktywność polityczną, społeczną, a zwłaszcza jego silny związek z Andrzejem Towiańskim. Własna wiara Mickiewicza w jego osobistą odpowiedzialność za losy polskie, chęć służenia sprawie polskiej poprzez organizację Legionu polskiego, oddziałów polskich podczas wojny na Krymie, połączone z mistyczną sektą religijną Towiańskiego – uniemożliwiły mu skupienie się na czystej twórczości literackiej. Jego związki z Towiańskim posłużyły nie tylko wyobcowaniu się i niechęci w środowisku innych światłych twórców (jak Słowacki), ale i były bezpośrednią przyczyną utraty pracy w Collège de France, a co się z tym wiązało – wpływu na europejskich artystów i myślicieli. Julian Krzyżanowski twierdzi wręcz, że „Z chwilą powstania poematu soplicowskiego i jego bolesnego epilogu – genialny poeta skończył się w Mickiewiczu na zawsze”.

### Mickiewicz jako prekursor fantastyki naukowej
Antoni Smuszkiewicz w jednej z pierwszych polskich monografii dotyczącej literatury fantastycznonaukowej wykazuje pośredni wpływ nieopublikowanej Historii przyszłości Mickiewicza na powstanie tego gatunku. Dzieło nie zostało nigdy opublikowane, a rękopis zaginął; sporo informacji dostarczają o nim jednak liczne pozostawione zapiski i listy do przyjaciół poety. Antoni Edward Odyniec w liście do Juliana Korsaka nazwał Historię przyszłości Don Kichotem swojego czasu.
Badacze literatury uznają, że nieopublikowane dzieło Mickiewicza mogło zrewolucjonizować literaturę światową; najprawdopodobniej wyprzedzało ono wizje Juliusza Verne’a, Herberta George’a Wellsa i Jerzego Żuławskiego, a nawet prześcigało je w naukowo-technicznych i społecznych spekulacjach.
Mickiewicz w pisaniu Historii przyszłości (niektóre fragmenty powstały w języku francuskim) inspirował się twórczością dwóch rosyjskich prozaików: Jana Tadeusza Bułharyna i Władimira Odojewskiego.

### Działalność przekładowa
Adam Mickiewicz wcześnie zajął się działalnością przekładową. Już w 1817 „spolszczył” dwie powiastki Woltera, Éducation d’un prince i Gertrude, ou Éducation d’une fille, którym nadał tytuły Mieszko, książę Nowogródka i Pani Aniela, a także poemat tegoż samego autora Dziewica z Orleanu. Tłumaczenia te były w istocie parafrazą francuskich utworów, z przesunięciem akcentu na bardziej hermetyczną, narodową tematykę.
Lata 1819–1829 w twórczości Mickiewicza obfitowały w liczne dalsze lub bliższe oryginałowi parafrazy, które autor podpisywał jako wiersze swojego autorstwa, sygnalizując tylko źródło inspiracji. Tak powstały: Do Pryska z Horacego, Amalia, Rękawiczka oraz Światło i ciepło z Friedricha Schillera, bajka Pies i wilk i Zając i żaba z Jeana de La Fontaine’a, Nowy rok z Jeana Paula, Pożegnanie Childe Harolda, Ciemność, Sen i Eutanazja z George Gordona Byrona, fragment dramatu Podróżny, Znaszli ten kraj... i Pieśń Lotty nad grobem Wertera Johanna Wolfganga Goethego, The Meeting of the Waters Thomasa Moore’a, luźne interpretacje sonetów Francesco Petrarki, arabska pieśń Almotenabby na podstawie tłumaczenia Josepha Louisa Lagrange, Nauka i Co to jest? Johanna Wilhelma Ludwiga Gleima, Olimpia I z Pindara. Ważne miejsce zajmuje tu również Ugolino, przekład fragmentu Boskiej komedii Dantego Alighieri, dokonany ok. 1827. Charakter przekładu ballady Schillera ma również pieśń Dziewicy w II części Dziadów.
W okresie rosyjskim Mickiewicz zainteresował się europejskim dramatem historycznym, czego owocem były dwa fragmenty przekładów Friedricha Schillera Don Carlosa, kroniki 1798–1824 oraz Romea i Julii Szekspira. Tłumaczenie pierwszego z nich datuje się na lata między 1821 a 1823. Pierwodruk ukazał się jednak dużo później, bo w 1834 i 1835 roku w Wilnie z inicjatywy Józefa Krzeczkowskiego, prawdopodobnie bez zgody autora. Z kolei data przekładu fragmentu Romeo i Julii jest nie do końca znana. W. Bruchnalski wskazuje tu rok 1827. Fragment opublikowany został przez Antoniego Edwarda Odyńca w 1830 roku na łamach noworocznika Melitele. W późniejszym czasie przedrukowany został w VIII tomie Poezyj w 1836, a następnie w IV tomie Pism w 1844.
W latach 1830–1840 Mickiewicz ogłosił drukiem Do H***, naśladowanie z Goethego, Arymana i Oromaza z Zenda Westy, kolejne bajki La Fontaine’a – Chłop i żmija i Koza, kózka i wilk, Exegi Munimentum Aere Perennius z Horacego. W 1840 powstał przekład Mickiewicza początkowych fraz Sofijówki Stanisława Trembeckiego na język łaciński. Ostatnim przekładem Mickiewicza było tłumaczenie Giaura Byrona na język polski, opublikowane wraz z tłumaczeniem Korsarza tegoż autora, dokonanym przez Antoniego Edwarda Odyńca, w Paryżu w 1834. Z powodów politycznych datę publikacji zmieniono na przedpowstaniową, 1829. Mickiewiczowski przekład Giaura, podobnie jak fragment Boskiej komedii, uznawany jest za oficjalną wersję tego tekstu w Polsce.

### Działalność publicystyczna

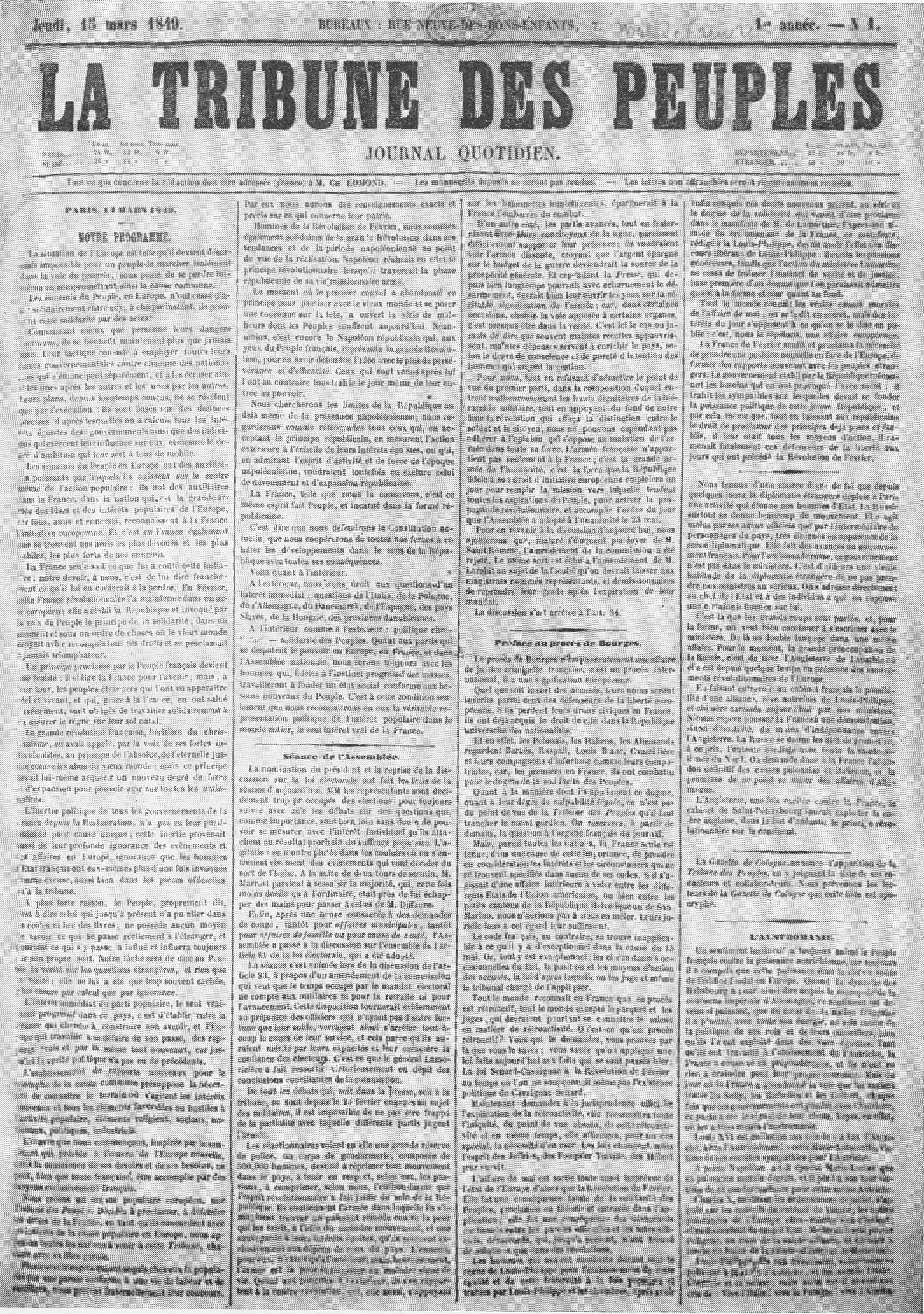
Wydanie „La Tribune des Peuples” z 15 marca 1849

W 1849 w Paryżu Mickiewicz wydawał i redagował „La Tribune des Peuples” („Trybunę Ludów”), międzynarodowy dziennik polityczny, głoszący idee Wiosny Ludów.

## Mesjanizm polski
Obok czysto literackiej spuścizny i testamentu Adama Mickiewicza, jednym z ważniejszych i wyjątkowo trwałym zapisem poety było stworzenie przez niego zrębów prądu filozoficzno-historycznego, znanego jako mesjanizm polski. Jakkolwiek za twórcę historiozoficznego prądu mesjanistycznego, a w szczególności mesjanizmu polskiego uznaje się Józefa Hoene-Wrońskiego, to właśnie Mickiewicz spopularyzował ten pogląd i połączył go z pierwiastkami narodowej historii, mistyki religijnej. To mickiewiczowskie sformułowania zasad mesjanizmu w Księgach narodu Polskiego pozwoliły czytelnikom w Niemczech, Włoszech, Irlandii, na Ukrainie i Węgrzech wyraźnie postrzec i odczytać rewolucyjne hasła wolnościowo-wyzwoleńcze. Tenże program, bardziej niż jakikolwiek ściśle rozumiany prąd literacki dał podstawy nie tylko wizji Polski męczeńsko-odkupicielskiej, która miała być jutrzenką wolności narodów, ale dał podstawy do utrwalenia się i ważności postaci wieszcza narodowego. Tak widziany wieszcz to nie zwykły poeta czy pisarz – to autentyczny prorok religii mesjanistycznej. Dawało to wyraz w wielu określeniach mesjanizmu polskiego używanych przez samego Mickiewicza, jak np. „Polska – Chrystusem Narodów” itp.

## Spuścizna i pamięć w sferze publicznej

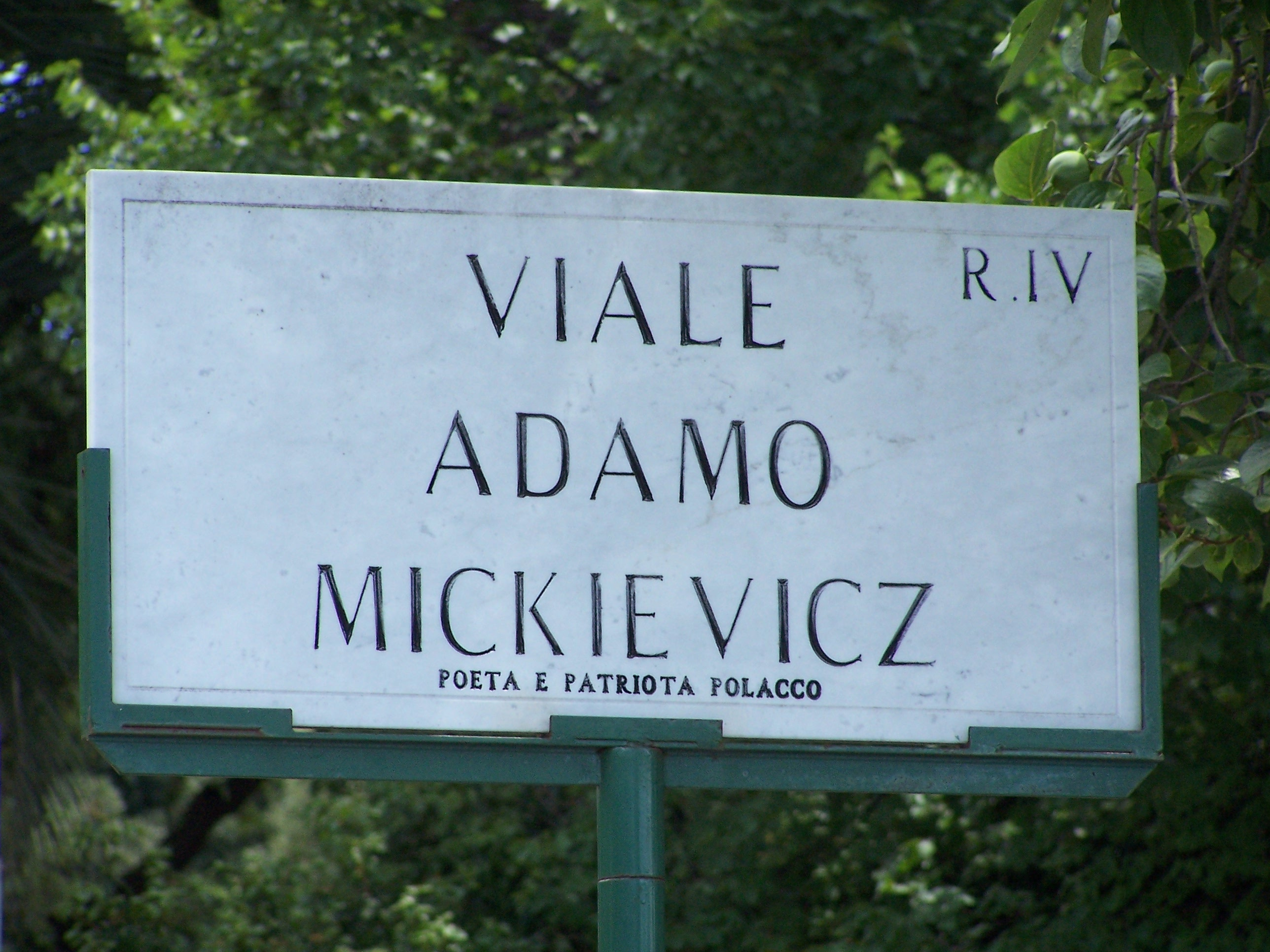
Ulica Adama Mickiewicza w Rzymie

Już w pierwszych latach po śmierci Mickiewicza jego sława i wpływ, jaki wywarł nie tylko na społeczeństwo polskie, ale również na artystów i myślicieli w Europie, zaowocowały publicznym okazywaniem jego zasług i symbolicznym hołdom poecie. Jednym z wcześniejszych i z najbardziej znanych jest dzieło francuskiego rzeźbiarza Emila Bourdelle’a: pomnik Adama Mickiewicza przedstawiający go w formie Pielgrzyma. Imię poety nosi Dolina Mickiewicza w Kownie. W 1886 we Lwowie zawiązało się Towarzystwo Literackie im. Adama Mickiewicza.
W 1898 w obecności córki i syna poety odsłonięto pomnik Adama Mickiewicza w Krakowie, co stało się okazją do manifestacji patriotycznej; pomnik został zniszczony przez Niemców w 1940 podczas trwającej wówczas II wojny światowej, zaś po zakończeniu wojny zrekonstruowany, gdzie finalizacja nastąpiła w 1955 w setną rocznicę śmierci Mickiewicza.
Również w 1898, 24 grudnia, odsłonięto pomnik Adama Mickiewicza w Warszawie.
26 listopada 1900, w 45. rocznicę śmierci wieszcza, odsłonięto pomnik w Tarnowie. Symboliczny grób poety znajduje się w powstałym w 1955 Muzeum Adama Mickiewicza w Stambule. Syn poety Władysław Mickiewicz założył w 1903 Muzeum Adama Mickiewicza w Paryżu, gromadzące pamiątki po ojcu i niektóre rękopisy jego utworów; znajduje się ono w gmachu Biblioteki Polskiej w Paryżu. W 1904 ustawiono kolumnę Adama Mickiewicza we Lwowie. W 1938 utworzono Muzeum Adama Mickiewicza w Nowogródku. W 1950 założono Muzeum Literatury im. Adama Mickiewicza w Warszawie. W 1955 w Polanicy-Zdroju odsłonięto pomnik Mickiewicza i Puszkina, dłuta Chaima Goldberga, w 1969 zastąpiony pomnikiem samego Mickiewicza, autorstwa Władysława Tumkiewicza. W 1960 odsłonięto pomnik Adama Mickiewicza w Szczecinie. W 1975 utworzono Muzeum Adama Mickiewicza w Śmiełowie. Imię poety nosi założony w 2000 Instytut Adama Mickiewicza. W Poznaniu znajdują się pomnik Adama Mickiewicza oraz uniwersytet noszący jego imię. W 2016 odsłonięto pomnik, ławeczkę Adama Mickiewicza w Orzyszu (autor pomnika Piotr Bogdaszewski).
W 2021 r. odsłonięto pomnik Adama Mickiewicza w Kiszyniowie. Autor mołdawski rzeźbiarz Wiaczesław Żyglicki.
Wiele miast w Polsce oraz niektóre miasta europejskie związane z życiem Adama Mickiewicza ma ulice, parki, place i budynki publiczne nazwane jego imieniem. Kilku wodospadom na potoku Roztoka w Tatrach w 1891 Towarzystwo Tatrzańskie w 1891 roku nadało nazwę Wodogrzmotów Mickiewicza.
Poza granicami współczesnej Polski pomniki Mickiewicza można znaleźć m.in. we Lwowie, Odessie, Iwano-Frankiwsku, Drohobyczu, Truskawcu, Zbarażu, Dobromilu, Podhajcach, Kołomyi, Borysławiu (Ukraina), Wilnie, Solecznikach, Burbiszkach (Litwa), Mińsku, Grodnie, Brześciu, Lidzie, Nowogródku (Białoruś), Petersburgu, Zielenogradsku (Rosja), Paryżu (Francja), Karlowych Warach (Czechy), Weimarze (Niemcy), Burgasie (Bułgaria).
Jego wizerunek został przedstawiony na polskiej monecie o nominale 10 zł, emitowanej w latach 1975–1976. Moneta ta została wybita z miedzioniklu w nakładzie łącznym 55 mln egzemplarzy, miała średnicę 25 mm i wagę 7,7 g, rant ząbkowany. Ponadto, w 1978 wyemitowano z jego wizerunkiem polską monetę kolekcjonerską o nominale 100 zł. Moneta ta została wykonana ze srebra próby 625 w nakładzie 30 000 egzemplarzy, miała średnicę 32 mm i wagę 16,5 g, rant gładki.

Wybrane pomniki:
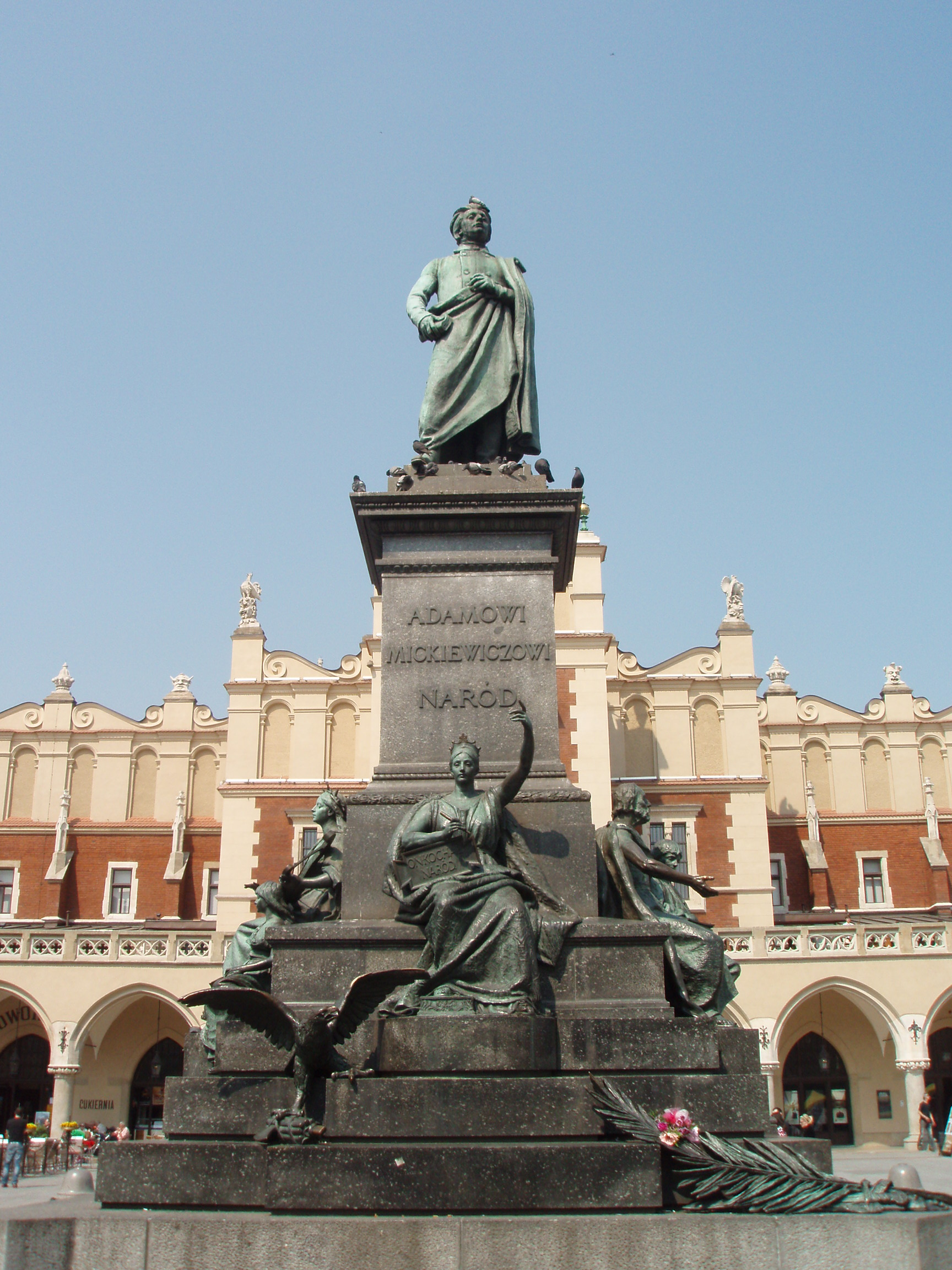
Kraków
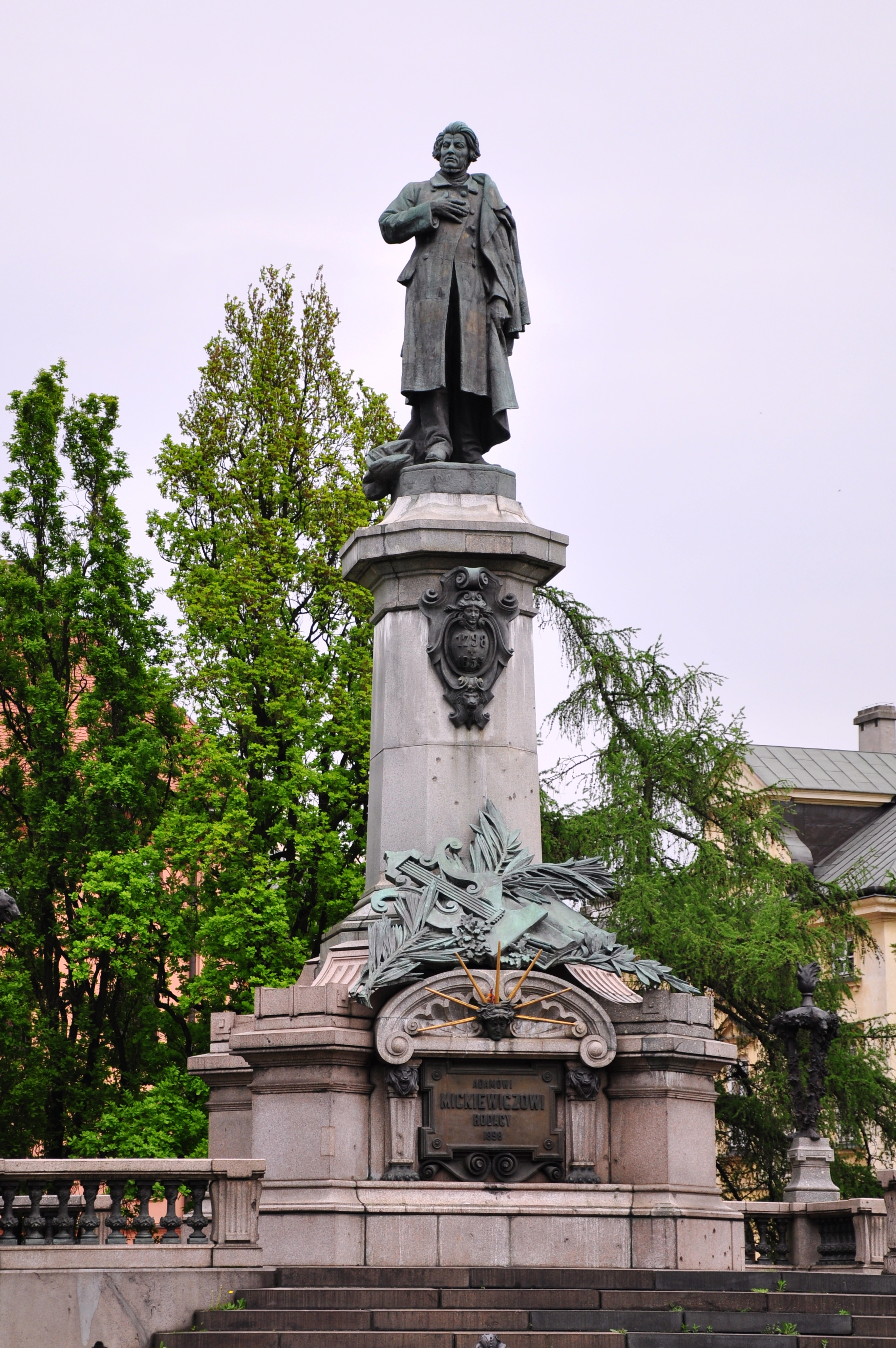
Warszawa
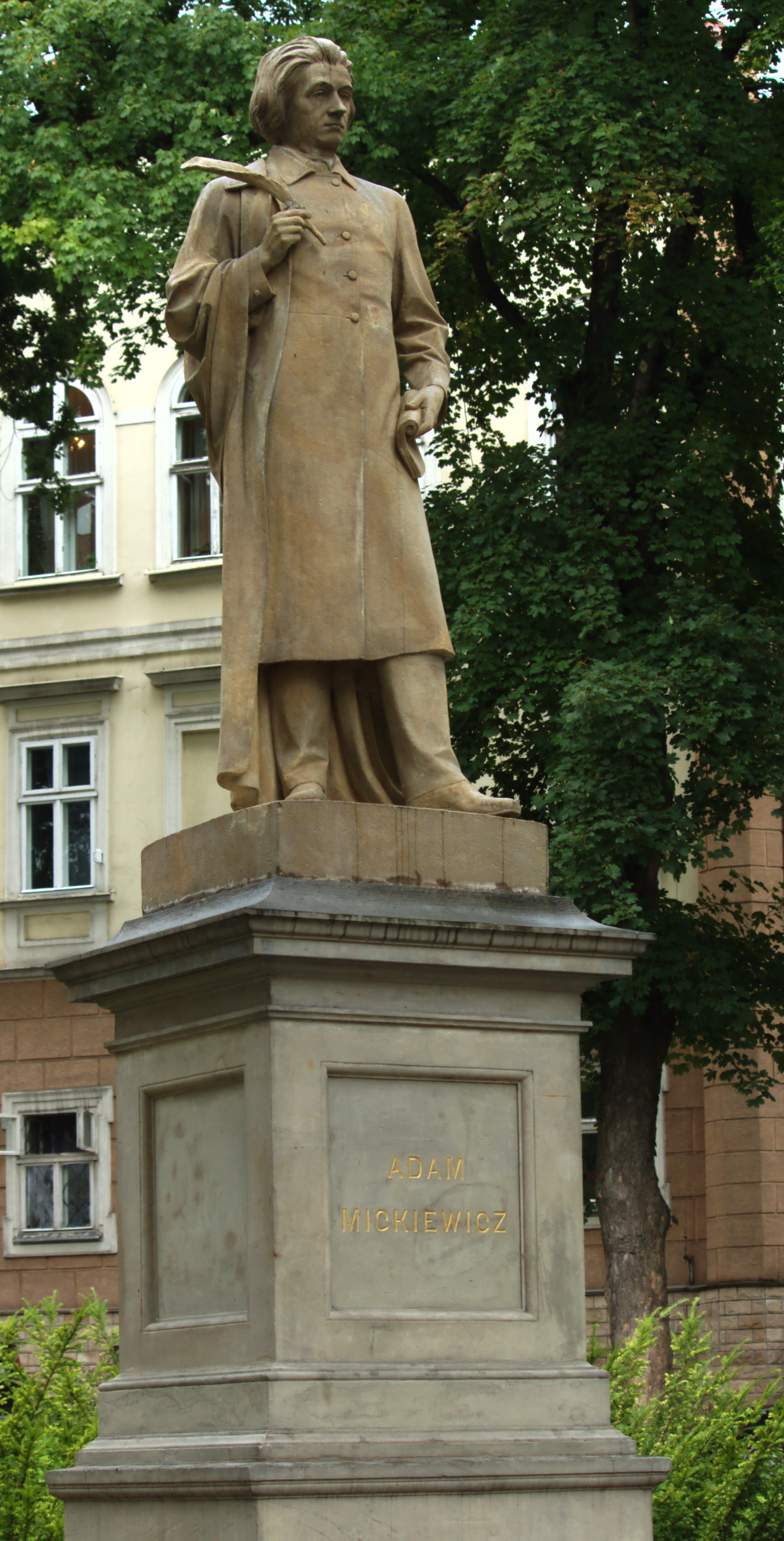
Przemyśl
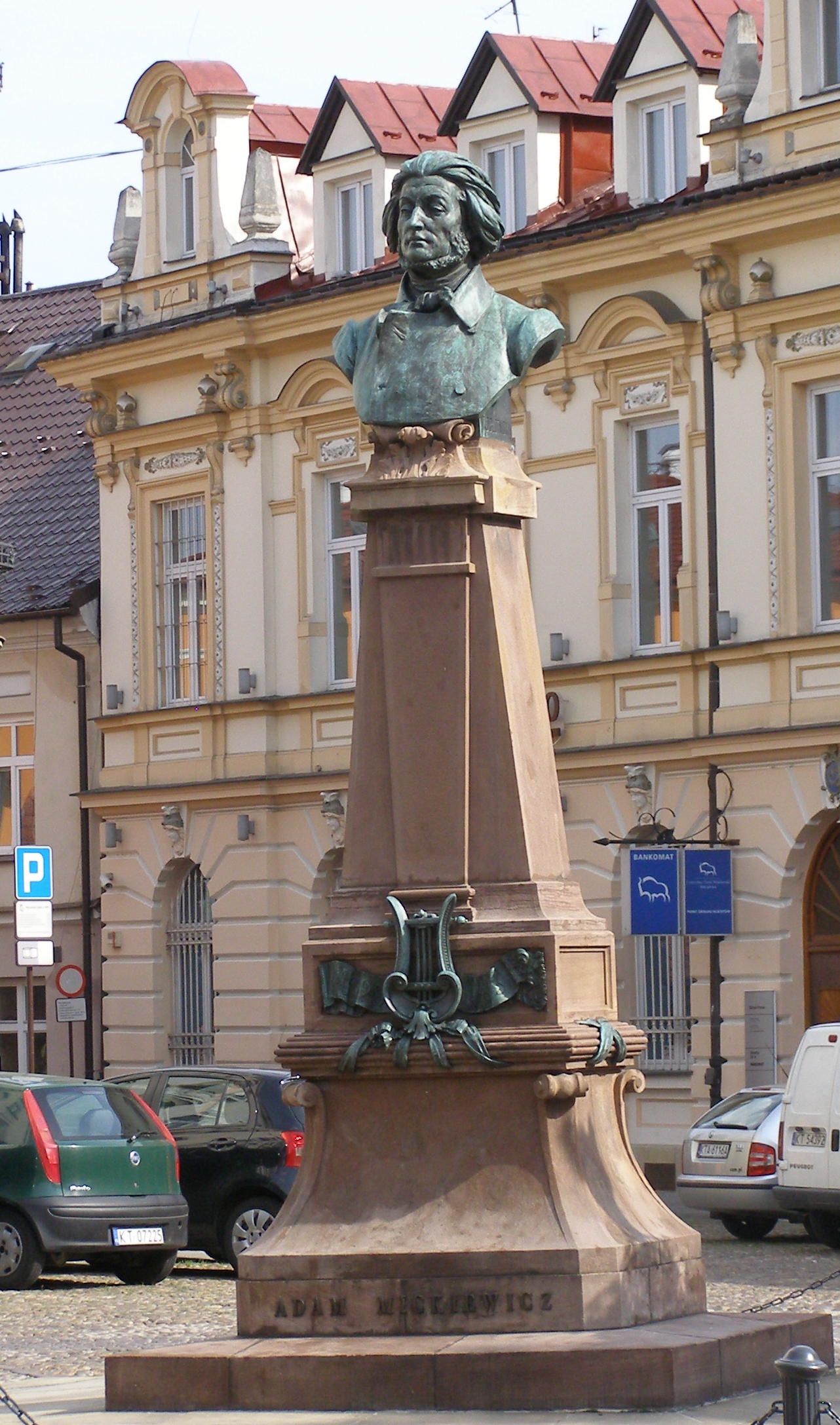
Tarnów
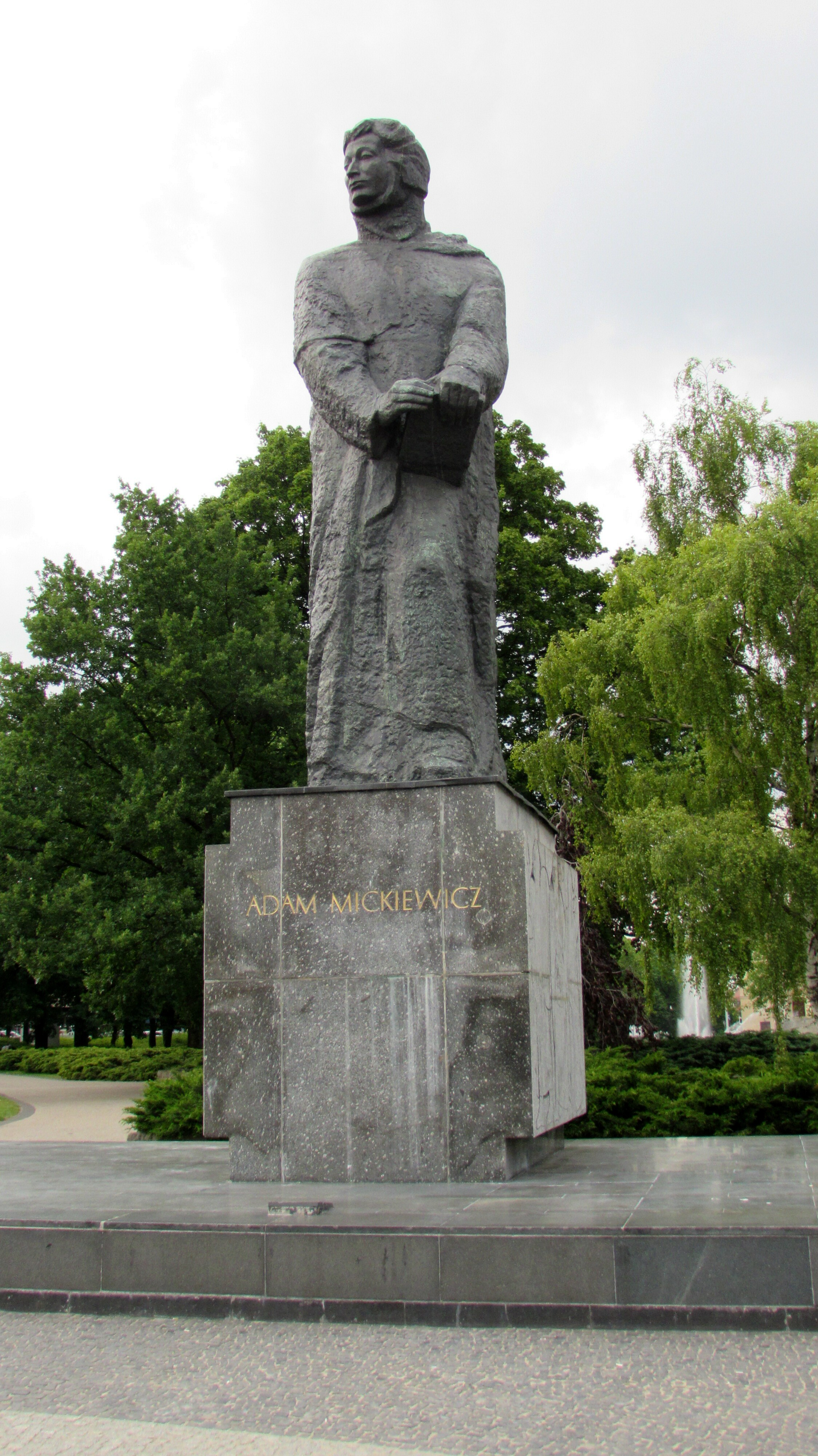
Poznań
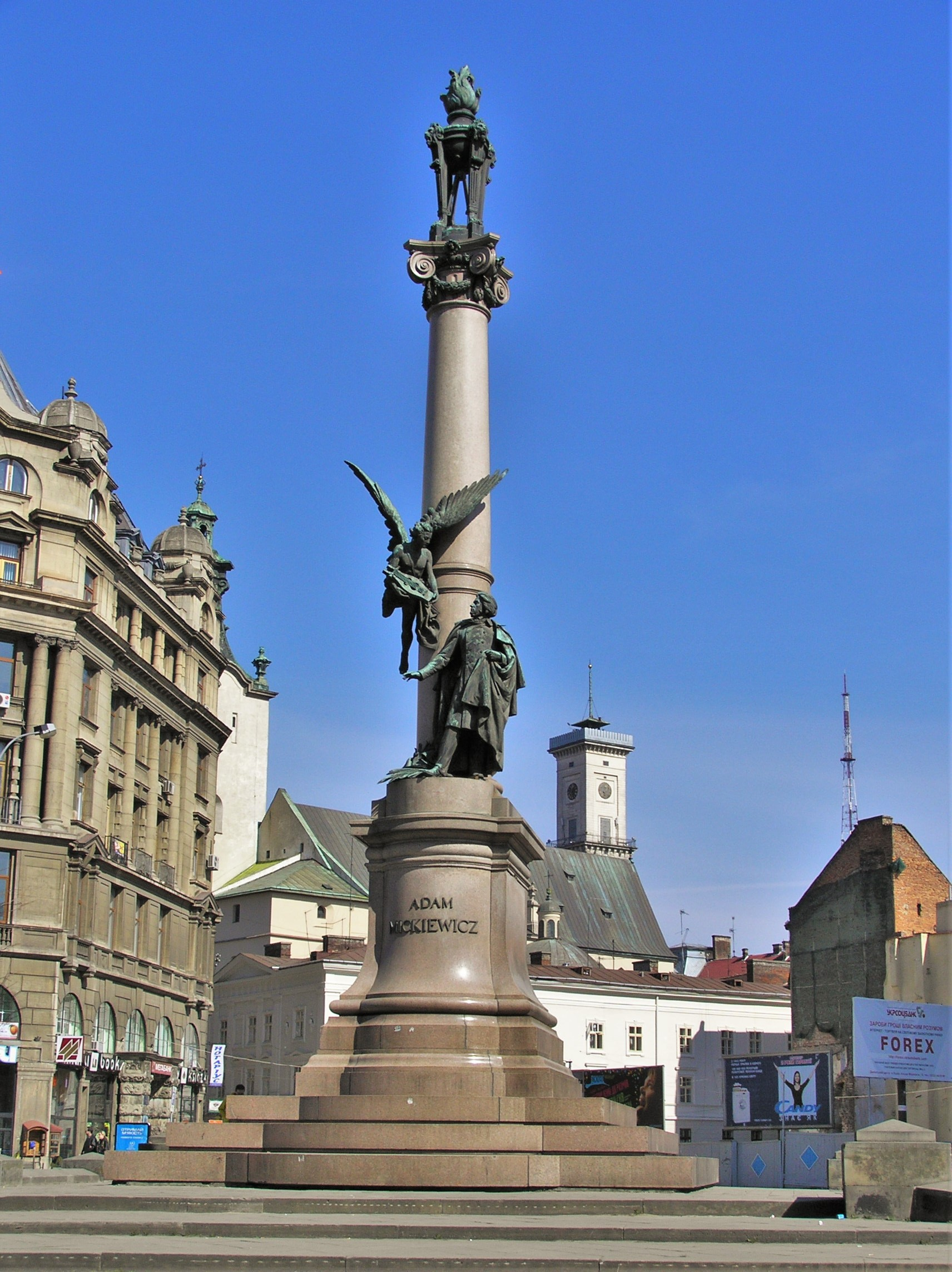
Lwów (Ukraina)
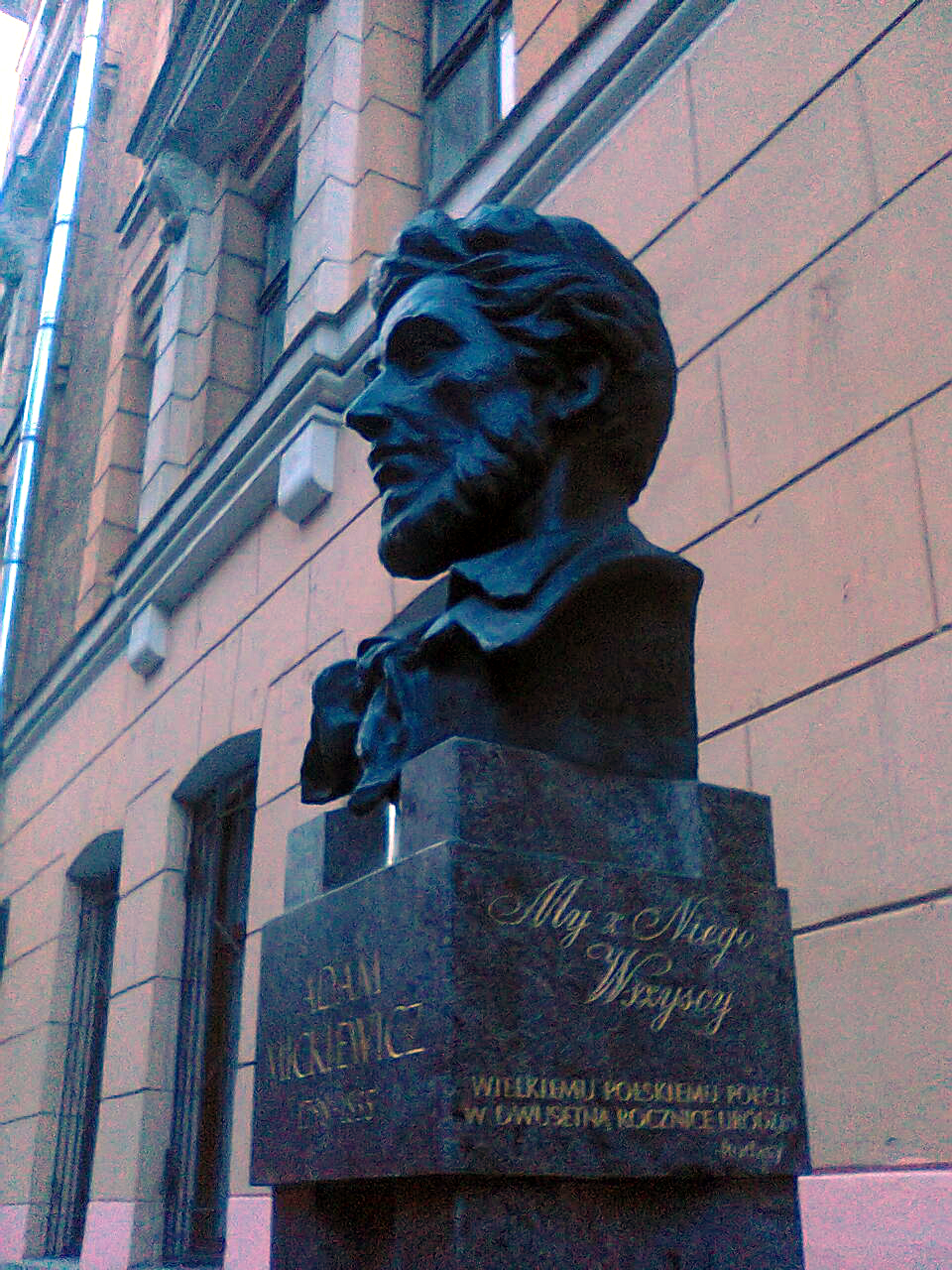
Petersburg (Federacja Rosyjska)
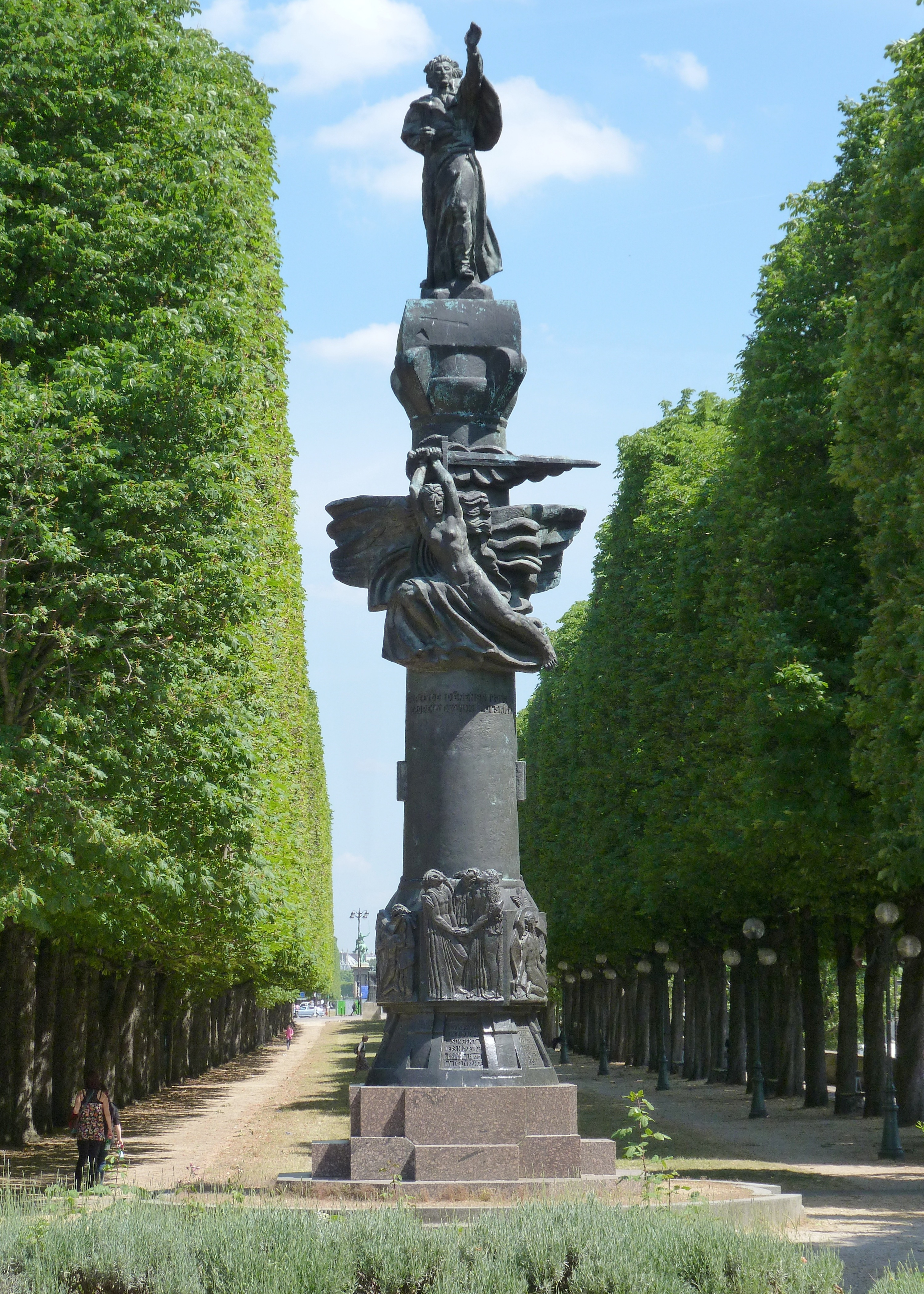
Paryż (Francja)
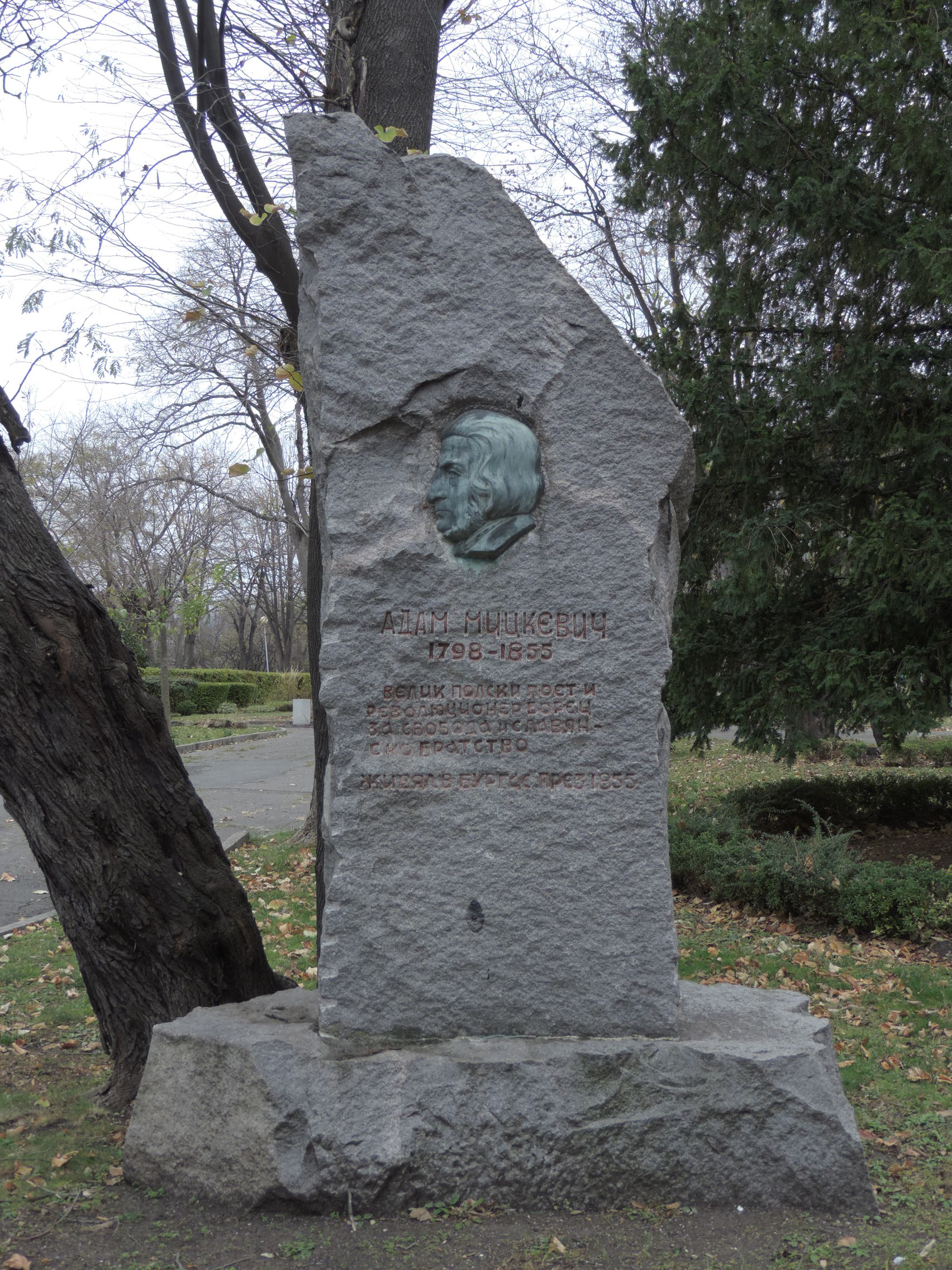
Burgas (Bułgaria)
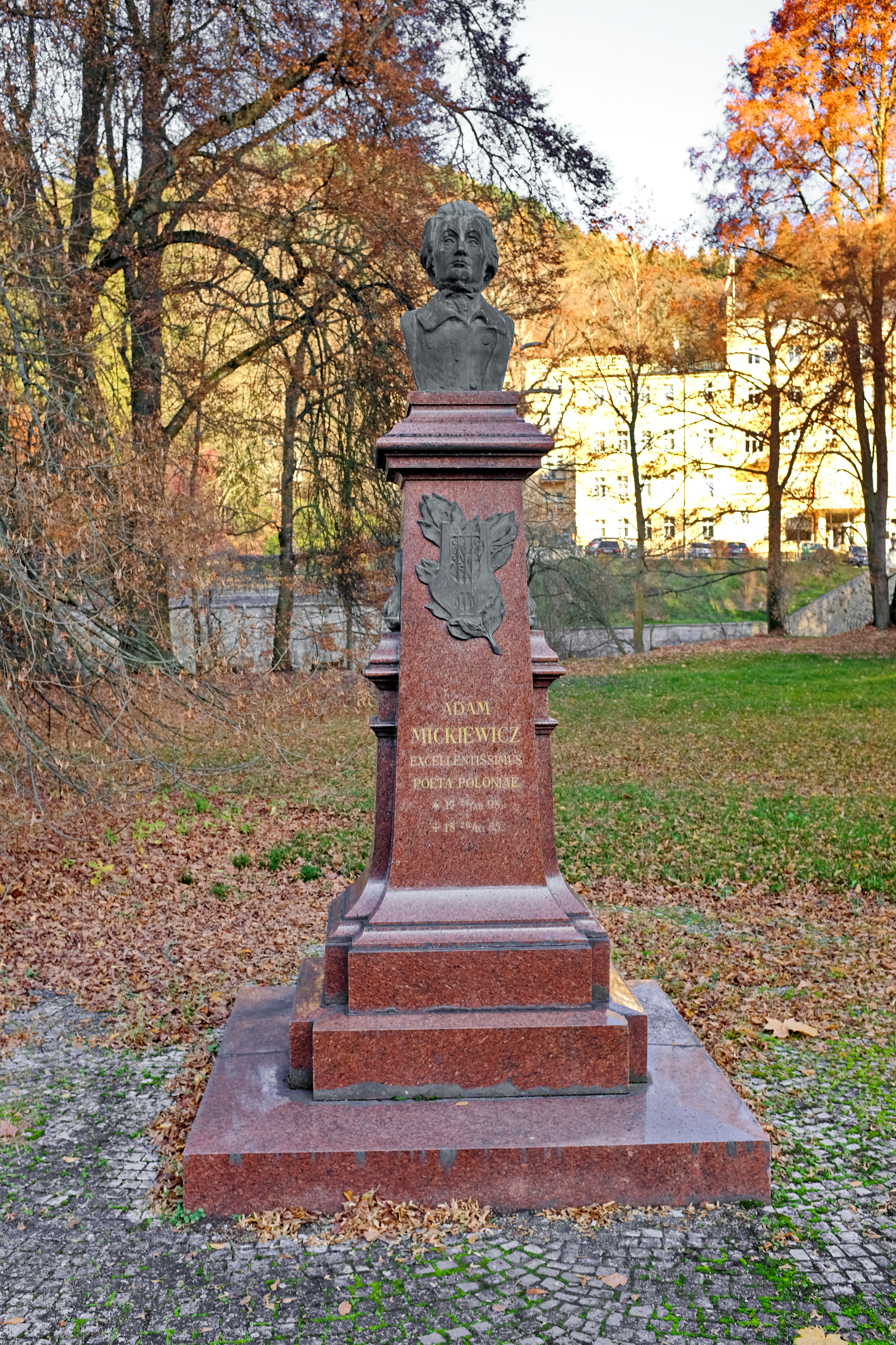
Karlowe Wary (Czechy)
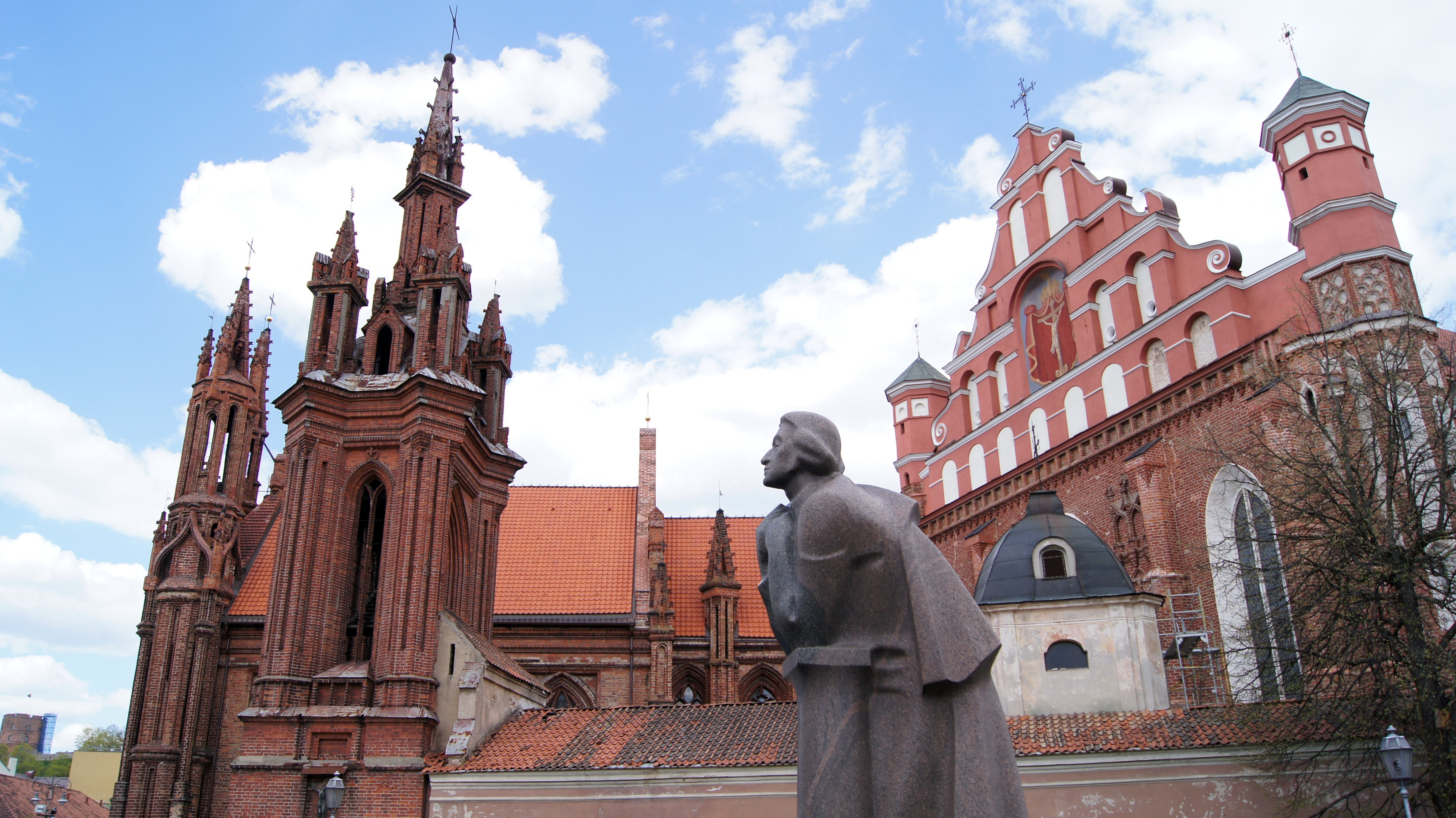
Wilno (Litwa)

## Dzieła

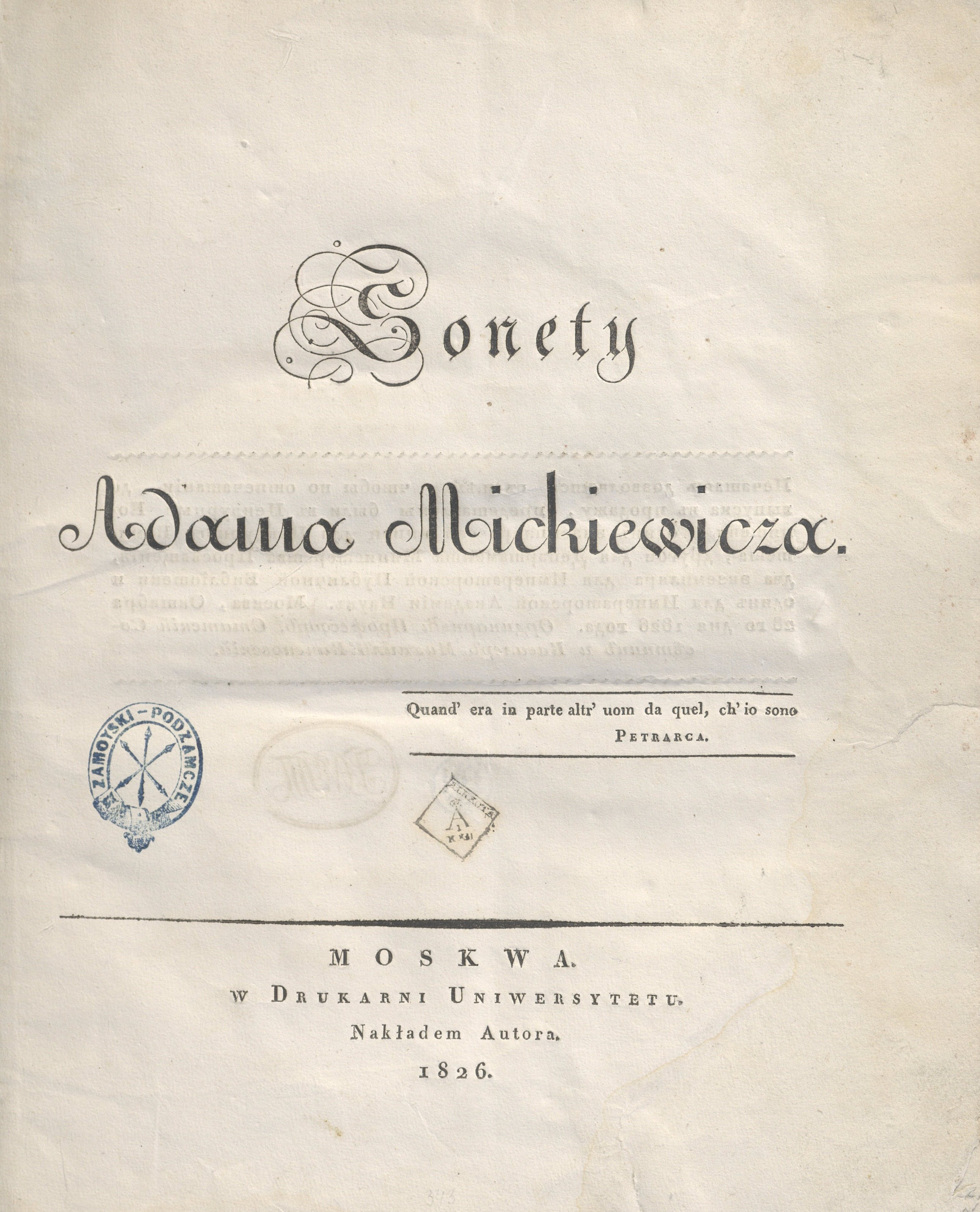
Strona tytułowa Sonetów Adama Mickiewicza, wydanych w 1826

- Oda do młodości – napisana 26 grudnia 1820 roku w Wilnie, gdzie szybko zyskała popularność wśród studentów tamtejszego uniwersytetu[93].
- Poezje t. 1 – wydane w Wilnie w roku 1822; zawierały Ballady i romanse, a także przedmowę O poezji romantycznej. Ten tom poezji miał przełomowe znaczenie w literaturze polskiej, zapoczątkowując nurt romantyczny oparty na ludowości, poezji ludowej, obyczajach i wyobrażeniach ludu;
- Poezje t. 2 – wydane w roku 1823, zawierały Grażynę oraz II i IV część Dziadów;
- Sonety – wydane w roku 1826 w Moskwie; obejmowały Sonety krymskie oraz Sonety odeskie, jak również przekład Sonetu V (Widok gór ze stepów Kozłowa) na język perski;
- Konrad Wallenrod – wydane w roku 1828 w Petersburgu;
- W Dreźnie powstała III część Dziadów – polski dramat romantyczny napisany wiosną 1832 roku[94];
- Księgi narodu polskiego i pielgrzymstwa polskiego – broszura polityczna z 1832 roku;
- Pan Tadeusz, czyli ostatni Zajazd na Litwie – epopeja napisana w Paryżu w latach 1832–1834, wydana w 1834 roku. W Panu Tadeuszu Mickiewicz przedstawił romantyczną i pełną nostalgii wizję Polski szlacheckiej;
- Konfederaci barscy (fr. Les confédérés de Bar) – dramat z 1836 roku;
- Jakub Jasiński albo dwie Polski (fr. Jacques Jasiński ou les deux Polognes) – dramat z 1836;
- Prelekcje paryskie – cykl wykładów Mickiewicza na temat literatury słowiańskiej wygłoszony w Collège de France w latach 1840–1844; pierwsze wydania były redagowane przez Mickiewicza;
- Liryki lozańskie wydane dopiero pośmiertnie;
- I część Dziadów – Mickiewicz rozpoczął pisanie tej części najprawdopodobniej w 1821 roku, jednakże nigdy jej nie ukończył. Po raz pierwszy, Dziady cz. I trafiły do druku w 1860 w Paryżu, wchodząc w skład pośmiertnego wydania najważniejszych dzieł artysty;
- Historia przyszłości – traktat prekursorski wobec osiągnięć europejskiej fantastyki naukowej. Mickiewicz zniszczył rękopisy dzieła, zachowało się jedynie kilka kart oraz relacje przyjaciół autora;